# Jan Kochanowski
Jan Kochanowski herbu Korwin łac. Ioannes Cochanovius, Ioannes Kochanovius (ur. ok. 1530 w Sycynie, zm. 22 sierpnia 1584 w Lublinie) – polski poeta epoki renesansu, tłumacz, prepozyt kapituły katedralnej poznańskiej w latach 1564–1574, poeta nadworny Stefana Batorego w 1579 roku, sekretarz królewski Zygmunta II Augusta i Stefana Batorego, wojski sandomierski w latach 1579–1584. Uważany jest za jednego z najwybitniejszych twórców renesansu w Europie i poetę, który najbardziej przyczynił się do rozwoju polskiego języka literackiego.

## Życiorys

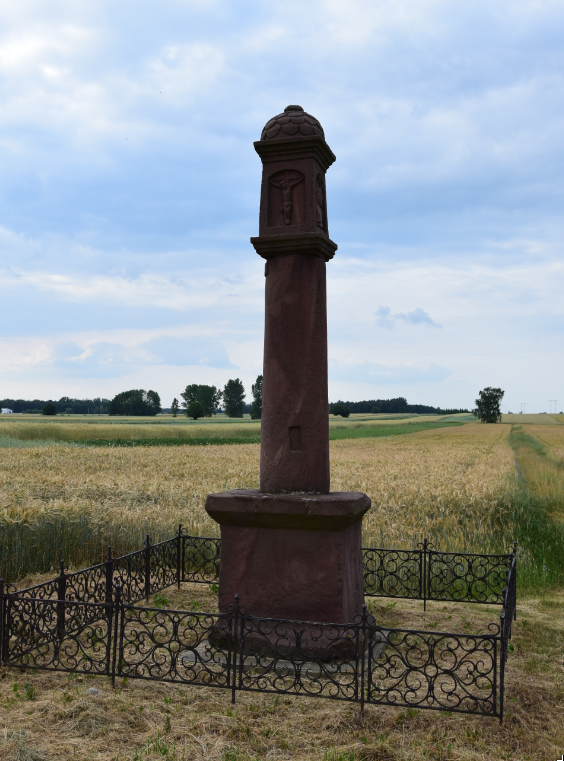
Kapliczka słupowa zbudowana prawdopodobnie w 1621 w Sycynie obok dworu, w którym urodził się Jan Kochanowski. Dwór pod koniec XVII w. przekształcono w spichlerz, a w połowie XIX w. rozebrano.

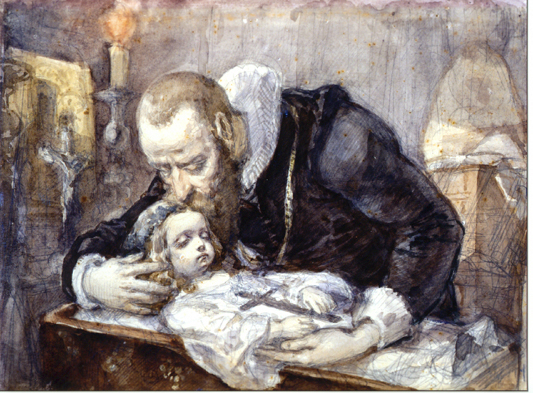
Jan Matejko, Jan Kochanowski nad zwłokami Urszulki, 1862

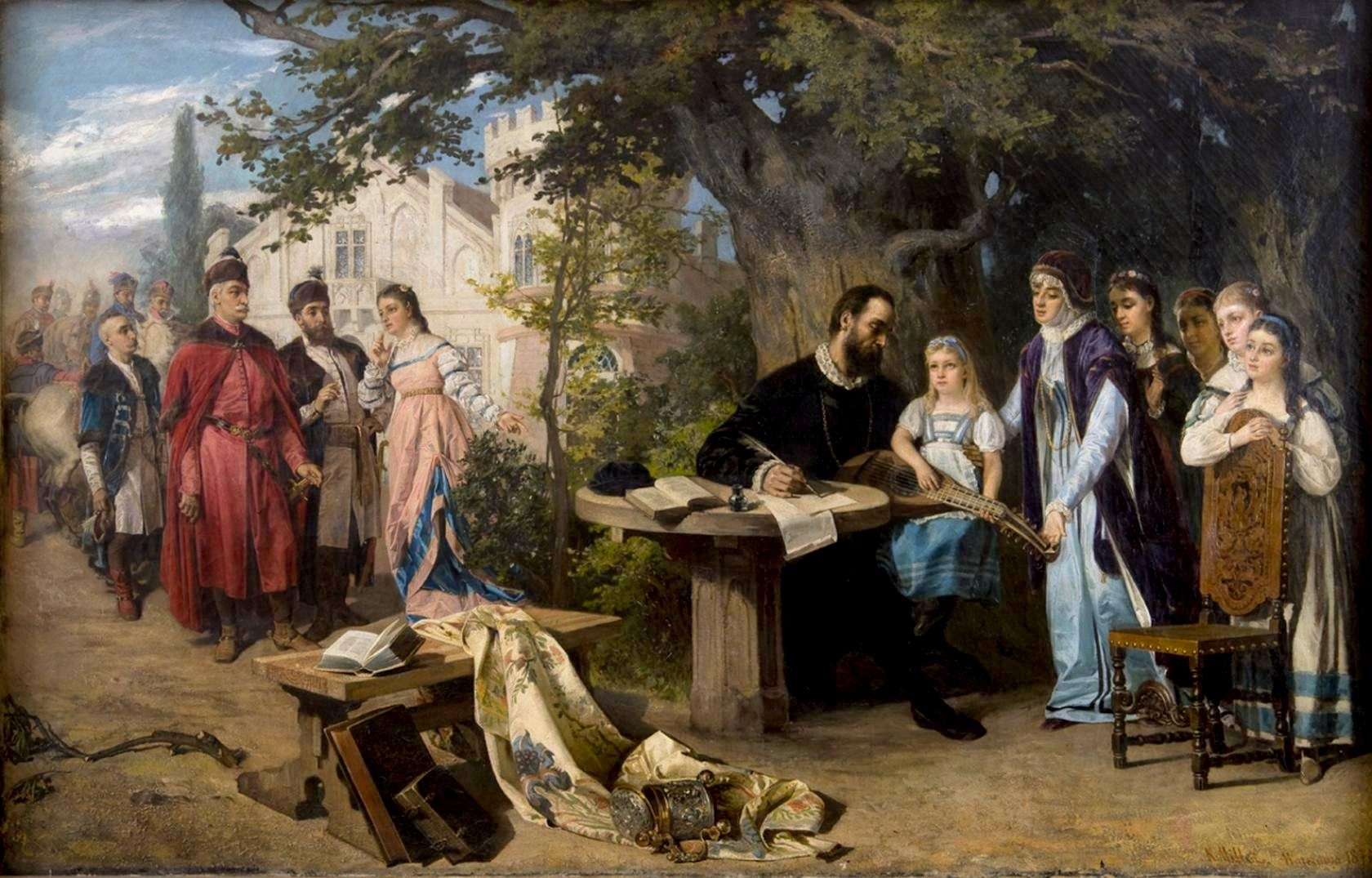
Odwiedziny kanclerza Jana Zamoyskiego w Czarnolesie – Karol Miller (1877).

Dokładna data urodzenia Jana Kochanowskiego nie jest znana. Większość badaczy wskazuje na 1530 rok. Ojcem był Piotr Kochanowski herbu Korwin, komornik graniczny radomski i sędzia ziemski sandomierski a matką – Anna, córka Jakuba Białaczowskiego herbu Odrowąż z Dąbrówki Podlężnej. Z małżeństwa Piotra i Anny urodziło się jedenaścioro dzieci – cztery córki (Katarzyna, Elżbieta, Jadwiga, Anna) i siedmiu synów (Kasper, Jan, Piotr, Mikołaj – poeta, Andrzej – tłumacz Eneidy Wergiliusza, Jakub, Stanisław). Bratanek Jana Kochanowskiego, Piotr Kochanowski, przełożył Orlanda szalonego Ludovico Ariosta i Jerozolimę wyzwoloną Torquato Tassa.
Kochanowski urodził się i wychował w rodzinie katolickiej. Przez całe życie był katolikiem.

### Młodość i studia
W 1538 Jan Kochanowski rozpoczął naukę – w domu pod kierunkiem Jana Sylwiusza z Sieciechowa lub w szkole parafialnej w Zwoleniu, lub u benedyktynów w Sieciechowie nad Wisłą. Mógł mieć również prywatnego nauczyciela. Najwcześniejsze pewne wzmianki dotyczące linii edukacyjnej poety pochodzą z roku 1544. Dokonał on w półroczu letnim wpisu do metryki Wydziału Artium Akademii Krakowskiej: „Johannes Kochanowski Petri de Syczynów dioe[cesis] Cracoviensis 3 gr[ossos] s[olvit]” co w tłumaczeniu brzmi: „Jan Kochanowski [syn] Piotra z Sycyny diecezji krakowskiej, zapłacił trzy grosze wpisowego”. Brak danych jednak o przebiegu i wyniku studiów.
W 1547 między 18 kwietnia a 26 czerwca umarł ojciec poety. Jan wrócił do rodzinnego domu, aby wraz z matką i bratem Kasprem odzyskać pożyczki udzielone przez ojca aptekarzowi Maciejowi Lossa oraz złotnikowi Maciejowi Krajowskiemu.
Przypuszczalnie w czerwcu 1549 poeta opuścił uniwersytet krakowski i udał się być może do Wrocławia, gdzie przebywał do końca 1549. Możliwe, że do Wrocławia przyjeżdżał na któryś z uniwersytetów niemieckich (Lipsk lub Wittenberga). Na początku 1550 roku Jan, wspólnie z matką i starszym bratem Kasprem, występował przed sądem radomskim, aby uregulować sprawy spadkowe po śmierci ojca. Być może w latach 1550–1551 przebywał w Radomskiem z krótkimi pobytami w Krakowie lub na którymś z dworów magnackich. Z pewnością 16 czerwca 1551 roku uczestniczył wraz z rodziną w sporze sądowym z Feliksem Zielińskim o granice dóbr wsi Barycze.
W latach 1551–1552 przebywał w Królewcu. Jedynymi świadectwami pobytu w Królewcu są dwa wpisy w egzemplarzu Tragedii Seneki Młodszego, z których jeden to wierszowana łacińska dedykacja dla Stanisława Grzepskiego. Jest to także pierwsza zachowana próba poetycka Kochanowskiego. W połowie roku 1552 poeta przyjechał do Padwy, gdzie studiował do 1555. W międzyczasie Jan Kochanowski został mianowany na konsyliarza nacji polskiej na uniwersytecie w Padwie (przypuszczalnie od czerwca do 2 sierpnia 1554).
Przyjmuje się, że powrót poety do kraju nastąpił w połowie 1555. Po kilkumiesięcznym pobycie w Królewcu, przerwanym krótkotrwałą obecnością w Radomiu w sprawach spadkowych, wyjechał w końcu lata 1556 roku do Włoch, aby przypuszczalnie podreperować zdrowie. Na wieść o śmierci matki, która nastąpiła pod koniec roku, poeta wrócił do Polski.
11 marca 1557 występował przed sądem w Radomiu jako dziedzic Sycyny i pojawiał się tam regularnie aż do marca 1558. Wiosną wyjechał po raz trzeci do Włoch. Zawarł tam przyjaźń z uczonymi: Janem Zamoyskim, Andrzejem Patrycym Nideckim, Stanisławem Fogelwederem, Łukaszem Górnickim, Andrzejem Dudyczem, Stanisławem Porębskim, Piotrem Przerębskim, Franciszkiem Masłowskim. Pod koniec 1558 roku Kochanowski udał się do Francji, którą zwiedzał przypuszczalnie z Karolem Utenhove. W maju 1559 roku ostatecznie wrócił do Polski.

### Życie dworskie

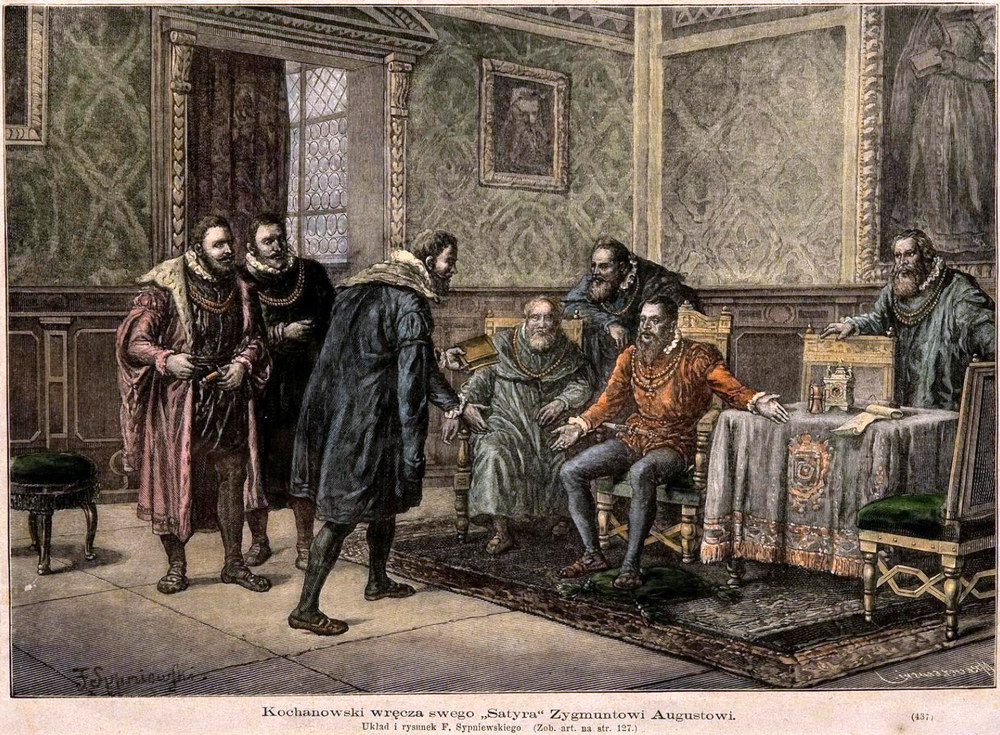
Kochanowski wręcza Satyra Zygmuntowi Augustowi rysunek Feliksa Sypniewskiego w Tygodnik Illustrowanym (1884).

11 lipca 1559 w Radomiu wraz z pięcioma braćmi uczestniczył w podziale majątku po zmarłych rodzicach. Janowi przypadł Czarnolas, kuźnica, młyn oraz stawy rybne na strudze zwanej Grodzką Rzeką. Z ojcowizny miał zapłacić pozostałym braciom 400 złotych polskich tytułem wyrównania majątkowego dóbr Sycyny. Według najnowszych badań otrzymał również w spadku karczmę. 25 marca 1560 Jan oddał kuźnicę i młyn w dzierżawę stryjowi Filipowi, zachowując sobie jednak faktyczne posiadanie tych dóbr.
Okres obejmujący lata 1559–1562 jest słabo udokumentowany. Można przypuszczać, że poeta nawiązał bliższe kontakty z dworem Jana Tarnowskiego, wojewody krakowskiego, Radziwiłłami oraz z biskupem krakowskim Filipem Padniewskim. Na przełomie roku 1562 i 1563 przebywał na dworze rodziny Firlejów utrzymując stosunki koleżeńskie ze Stanisławem Meglewskim. Pomagał również Zofii z Balic Firlejowej przed sądem krakowskim w sprawach spadkowych.
W połowie 1562 uczestniczył w sporze o definicję i funkcję okresu retorycznego między profesorami Uniwersytetu Krakowskiego, Benedyktem Herbesem i Jakubem Górskim, występując dla ostatniego oponenta jako ekspert. 12 grudnia na sejmie w Piotrkowie poeta wymógł na Filipie Kochanowskim, swoim stryju, odszkodowanie w wysokości 100 florenów za niegospodarne zarządzanie wydzierżawionymi nieruchomościami.
W połowie 1563 Jan przeszedł do służby podkanclerza Piotra Myszkowskiego, dzięki któremu otrzymał godność sekretarza królewskiego. Brak szczegółów dotyczących obowiązków wykonywanych przez Jana przy dworze królewskim. Prawdopodobnie piastował urząd, przynajmniej formalnie, dożywotnio. 7 lutego 1564 odbyło się przyjęcie przez Kochanowskiego probostwa w katedrze poznańskiej, którego zrzekł się Piotr Myszkowski. Poeta objął w posiadanie sześć wsi oraz dziesięciny z kilku innych, czerpiąc z nich profity, a wszelkie sprawy związane z działalnością beneficjum załatwiał albo korespondencyjnie, albo przez prokuratora (wicesgerenta), Jana Powodowskiego, który reprezentował go przed kapitułą. 22 lutego 1566 roku obejmuje probostwo w Zwoleniu. 5 grudnia Piotr Myszkowski spotkał się z Janem Kochanowskim w Grodnie. Przedmiot rozmowy pozostaje nieznany.
Przełom roku 1567 i 1568 Jan Kochanowski spędził w obozie królewskim króla Zygmunta Augusta (tzw. Wyprawa radoszkowicka). 18 stycznia król wrócił do Knyszyna i pozostał tam, z małymi przerwami, do 8 sierpnia. 23 sierpnia Piotr Myszkowski wraz z Janem z Czarnolasu wyruszyli z Knyszyna i 30 sierpnia zatrzymali się w Pułtusku, po czym 31 sierpnia dotarli do Warszawy. W międzyczasie udzielał się poeta w Rzeczypospolitej Babińskiej, nieznany jest jednak rezultat jego zaangażowania.
Większość 1569 Kochanowski spędził w Lublinie i brał udział w obradach sejmu walnego, na którym miejsce miał tzw. drugi hołd pruski (opisał go później w utworze Proporzec albo hołd pruski). Dwadzieścia dni po zakończeniu obrad poeta znajdował się w Czarnolesie.
17 marca 1570 uczestniczył w Płocku na uroczystym ingresie Piotra Myszkowskiego na biskupstwo płockie. Dokonano w tym samym roku wizytacji kościoła parafialnego w Zwoleniu. W sprawozdaniu z kontroli czytamy: „Plebanus dominus Joannes Cochanowski praepositus Posnaniensis non est in sacris, nec in sua parochiali residet, nec est [notum], ubi resideat, neglecta enim est dos plebanalis, licet sit bene provisus plebanus”, co w tłumaczeniu brzmi: „Pleban pan Jan Kochanowski, prepozyt poznański, nie ma święceń i nie rezyduje w swoje parafii; nie ma wiadomości, gdzie przebywa, uposażenie plebańskie jest bowiem zaniedbane, chociaż pleban jest dobrze opatrzony”.
W okolicach lata pisze do Filipa Padniewskiego list, w którym sygnalizuje swoje plany dotyczące „zimy swego życia”. Pisze: „Jestem nieco troskliwy o zapewnienie sobie własnego kąta”. W roku 1571 poeta zabiega o uporządkowanie swego dziedzictwa – rozgranicza więc działy ziemi swych braci znajdujące się w Sycynie. 27 stycznia 1572 roku pożyczył bratu Kasprowi 500 florenów (co odpowiadało wartości 33 koni).
5 kwietnia 1573 być może przebywał w Warszawie podczas uroczystego otwarcia pierwszego mostu na Wiśle, a 15 maja uczestniczył w elekcji Henryka Walezego w Warszawie.

### Czarnolas

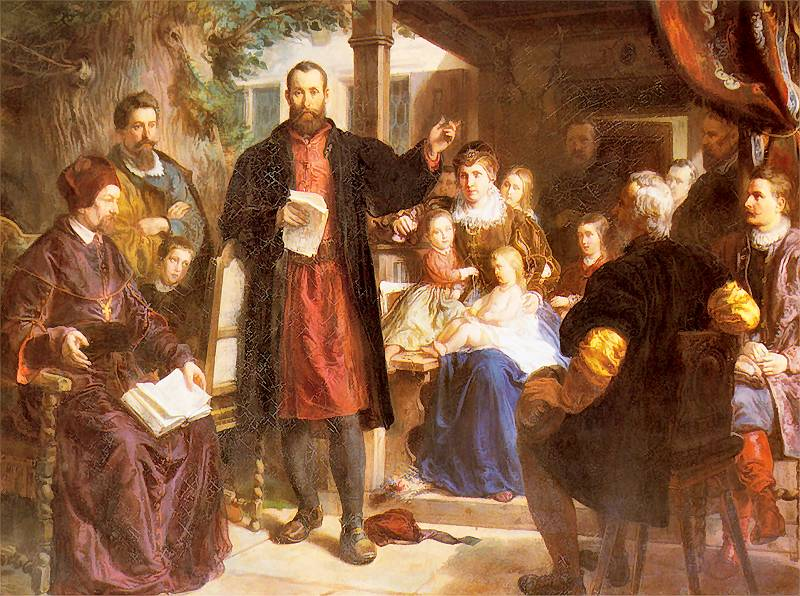
Jan Kochanowski w Czarnolesie Władysław Łuszczkiewicz (1864/5)

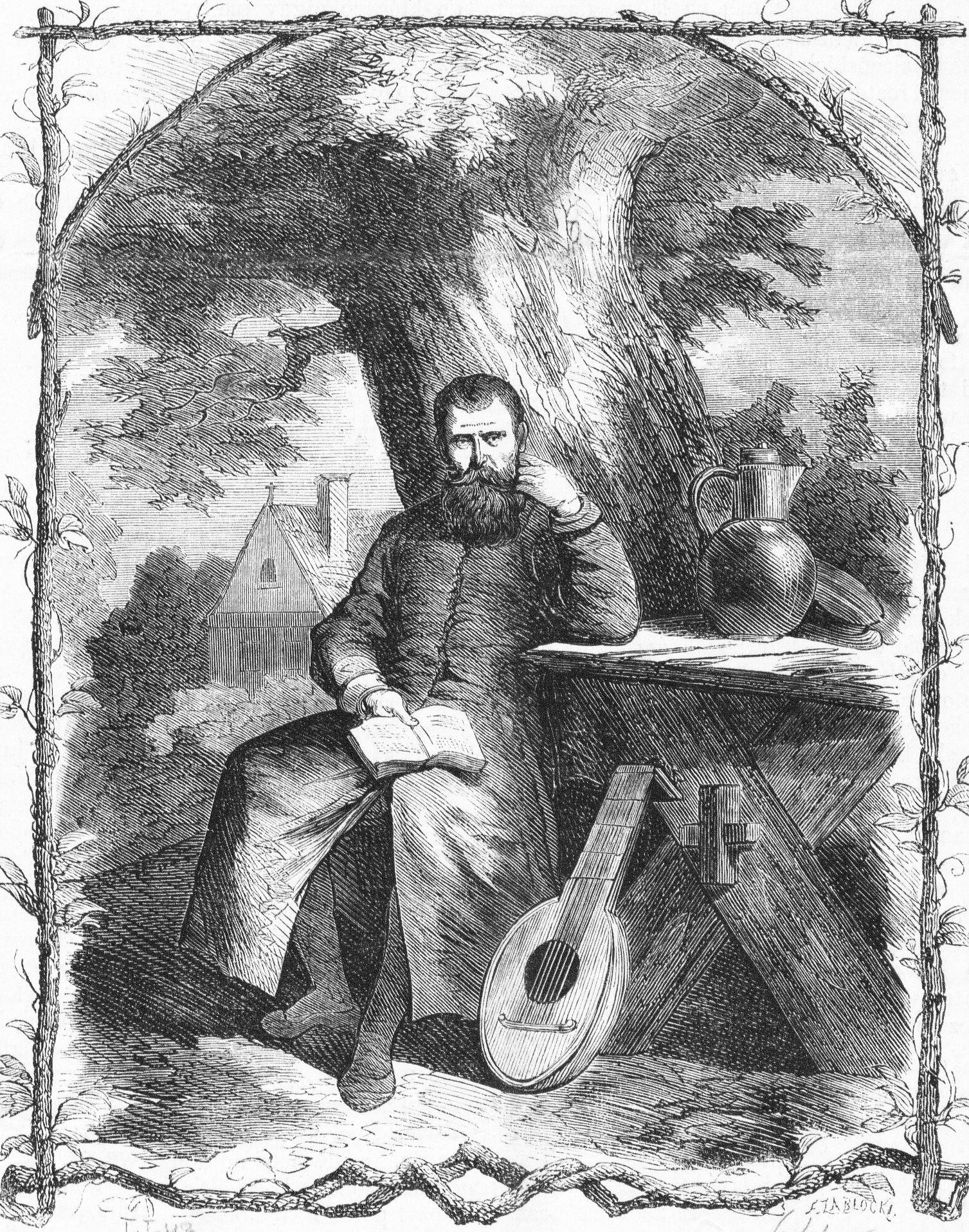
Jan Kochanowski pod ulubioną lipą na rycinie Henryka Pillatiego (1864).

W latach 1574 i 1575 Kochanowski sfinalizował ostatecznie kwestię swojej dworskiej i kościelnej kariery. 2 stycznia 1574 roku Kochanowski kupił pół wsi Chechły blisko Czarnolasu za sumę 4000 złotych. 16 stycznia zakończył polubownie spór z burmistrzem Poznania, Marcinem Skrzetuskim. 18 lutego był świadkiem uroczystego wjazdu Henryka Walezego do Krakowa. 1 czerwca oficjalnie zrzekł się prepozytury poznańskiej. Po ucieczce Henryka Walezego 18 czerwca 1574 roku Kochanowski osiedlił się na stałe w Czarnolesie. 28 czerwca kupił pozostałą część wsi Chechły. 17 stycznia 1575 zrezygnował z probostwa zwoleńskiego. Ożenił się z Dorotą Podlodowską z Przytyka; datę ślubu szacuje się na lata 1569, 1570, 1574 lub 1577.
Podczas drugiej elekcji poeta przejawiał ożywioną aktywność. Najpierw uczestniczył na zjeździe w Stężycy z nadzieją na rychły powrót zbiegłego króla do Polski. Później na innym zjeździe, 26 listopada pod wsią Wola nieopodal Powązek, optował za kandydaturą arcyksięcia Ernesta lub syna władcy moskiewskiego Iwana Groźnego – Fiodora. Podczas elekcji wystąpił z mową, którą wysłuchano „powolnym uchem”, jak napisał Świętosław Orzelski. 18 grudnia podpisał akt elekcji cesarza Maksymiliana II. Stronnictwo przeciwne wybrało natomiast Annę Jagiellonkę, przydając jej za małżonka Stefana Batorego. W 1576 roku był posłem królewskim na sejmik w Opatowie. Mimo namowy aktualnego władcy i Jana Zamoyskiego, nie zdecydował się na czynny udział w życiu politycznym dworu. Złożył natomiast obietnicę Zamoyskiemu, iż napisze dla niego jakiś utwór literacki. Prace nad nim trwały do końca 1577 roku, kiedy to wysłał poeta autograf Odprawy Posłów Greckich. Z pewnością udzielał się społecznie na szczeblu lokalnym – był częstym gościem w Sandomierzu, stolicy swego województwa. 9 października 1579 roku Stefan Batory podpisał w Wilnie nominację Kochanowskiego na wojskiego sandomierskiego.
Żywot Jana Kochanowskiego w Czarnolesie zakłóciły nieszczęścia rodzinne. W 1577 zmarł starszy brat, Kasper; w 1579 córka poety, niespełna trzyletnia Urszula a później (przed 1583 rokiem) Hanna.
25 stycznia 1580 Andrzej Firlej, kasztelan lubelski i starosta grodowy sandomierski, pożyczył od Kochanowskiego 7700 florenów, a 5 czerwca 1581 – 6600 florenów. W międzyczasie obaj brali udział w sądzie rozjemczym w Kazimierzu Dolnym w procesie o nieumyślne zabójstwo mieszczanki Barbary Kańskiej przez męża.
Około roku 1581 zmarł szwagier poety – Grzegorz Podlodowski. W 1582 został pochowany brat poety – Mikołaj, gospodarujący w drugiej części Sycyny. Jan przejął opiekę nad jego dziećmi.
31 stycznia 1583 Andrzej Firlej zaciągnął pożyczkę u Jana Kochanowskiego na sumę 2100 florenów, a tego samego dnia poeta dokonał zakupów, nabywając od Mikołaja Zielińskiego część ziemi w Paciorkowej (Głuskowej) Woli i Strykowicach Błotnych (Mniejszych) koło Zwolenia.

### Śmierć

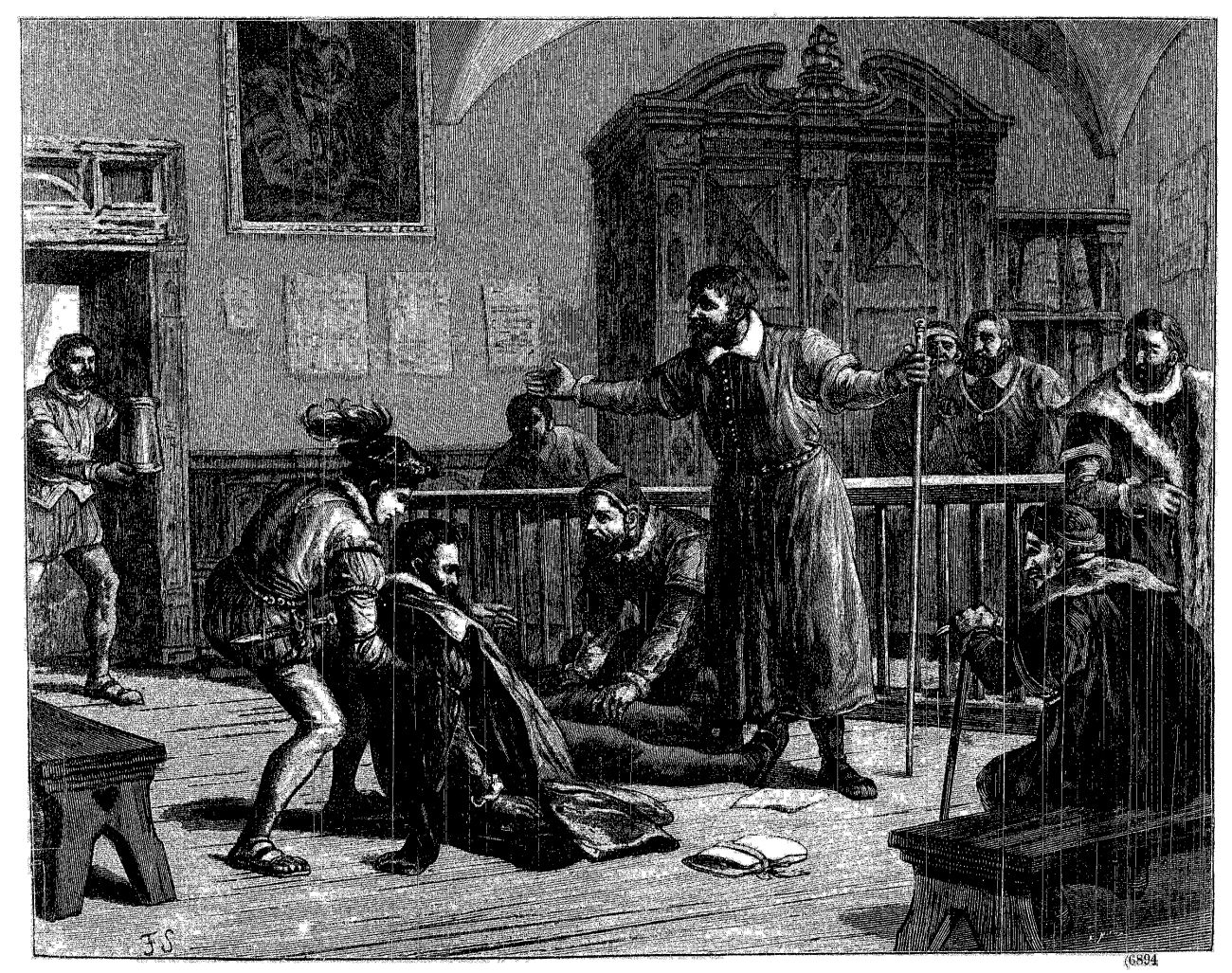
Moment śmierci Jana Kochanowskiego na drzeworycie Edwarda Nicza według rysunku Feliksa Sypniewskiego

W sierpniu 1584 roku Stefan Batory zwołał do Lublina naradę senatorów, której przedmiotem było ustalenie sposobów na rozwiązanie istotnych problemów natury politycznej. Jan Kochanowski przyjechał do Lublina w celu interwencji w sprawie ukarania winnych śmierci swego szwagra, Jakuba Podlodowskiego, który wybrał się do Turcji celem zakupu koni do stajni królewskich. Kochanowski zmarł 22 sierpnia, prawdopodobnie na udar mózgu. Miejsce zgonu pozostaje w sferze domysłów. Jedni twierdzą, że nastąpił w kamienicy Macieja Krokiera, bogatego kupca lubelskiego, inni natomiast – w domu Mikołaja Firleja. Najprawdopodobniej zwłoki poety zostały pochowane w Lublinie, a po roku żona przewiozła je do kościoła w Zwoleniu.
W literaturze przedmiotu pojawiają się informacje o dwóch nagrobkach. Pierwszy, we Zwoleniu, zawierał następujący napis:
„Tu spoczywa Jan Kochanowski, wojski sandomierski.
Niechaj ten nagrobek będzie znakiem widocznym,
by światły przechodzień nie przeszedł bez uczczenia
prochów tak wielkiego męża, którego pamięć u ludzi
wykształconych trwać będzie wiecznie.
Umarł w roku 1584, dnia 22 sierpnia, mając lat 54”.
Drugi nagrobek miał znajdować się w starym kościele w Policznie, nie zachował się jednak do naszych czasów. Treść jego była następująca:
„Szlachetnemu i bardzo sławnemu mężowi Janowi Kochanowskiemu, rycerzowi i wojskiemu sandomierskiemu oraz sekretarzowi królewskiemu, który w Lublinie roku zbawienia 1584 dnia 22 sierpnia o godzinie 14 przeniósł się do przodków, małżonka Dorota z Podlodowskich wraz z dziećmi i krewnymi, w smutku pozostając, ten pomnik dla trwalszej jeszcze pamięci u potomnych, wystawili”.
Śmierć poety wywołała liczne reperkusje literackie. Utwory żałobne napisali Andrzej Trzecieski, Stanisław Niegoszewski, Hieronim Mazza, Sebastian Fabian Klonowic (Żale nagrobne na ślachetnie urodzonego pana Jana Kochanowskiego). Ślad zgonu poety można znaleźć również w kronice Jana Wielewickiego oraz Joachima Bielskiego.

### Losy szczątków

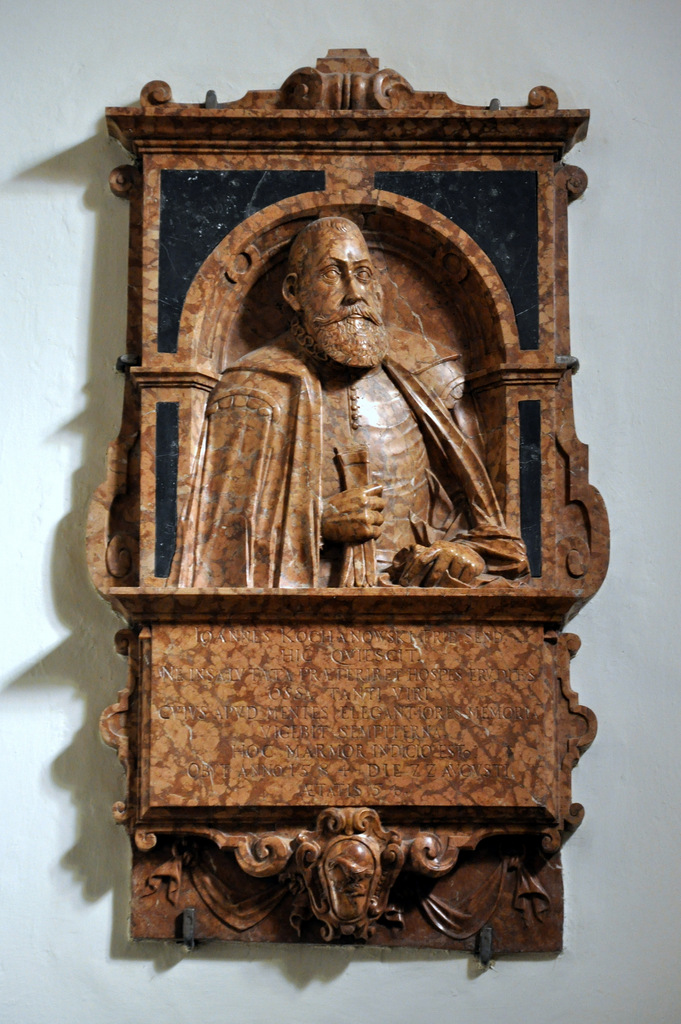
Epitafium Jana Kochanowskiego w kościele w Zwoleniu

29 kwietnia 1791 roku Tadeusz Czacki wyjął domniemaną czaszkę Kochanowskiego z trumny, a następnie przechowywał ją przez kilka lat w swojej posiadłości w Porycku. 4 października 1796 roku przekazał ją ks. Izabeli Czartoryskiej, która dołączyła ją do zbioru powstającego wówczas muzeum w Puławach. Po upadku powstania listopadowego czaszkę przewieziono do Paryża, przechowywana była w hotelu Lambert. Obecnie znajduje się w Muzeum Czartoryskich w Krakowie, dokąd została zabrana po 1874 roku. Jednak według antropologów jest to najprawdopodobniej czaszka kobiety. Jeśliby nawet przyjąć, że należała do mężczyzny, to jego rysy twarzy różniłyby się znacznie od tych z popiersia w Zwoleniu. Przeprowadzone w 2010 roku analizy antropologiczne i komputerowa rekonstrukcja twarzy wykazały, że czaszka Kochanowskiego istotnie jest czaszką kobiety w wieku ok. 40 lat, co może oznaczać, iż należała ona do żony poety.
W 1830 proboszcz parafii w Zwoleniu usunął wszystkie trumny rodziny Kochanowskiego z kaplicy. Przeniósł je do zbiorowej mogiły rodzinnej położonej nieopodal budynku kościoła. W 1983 wróciły one do kaplicy, a ściślej do marmurowego sarkofagu w odrestaurowanej krypcie znajdującej się pod budynkiem. 21 czerwca 1984 zorganizowano symboliczny pogrzeb Kochanowskiego.

## Twórczość

### Lista dzieł

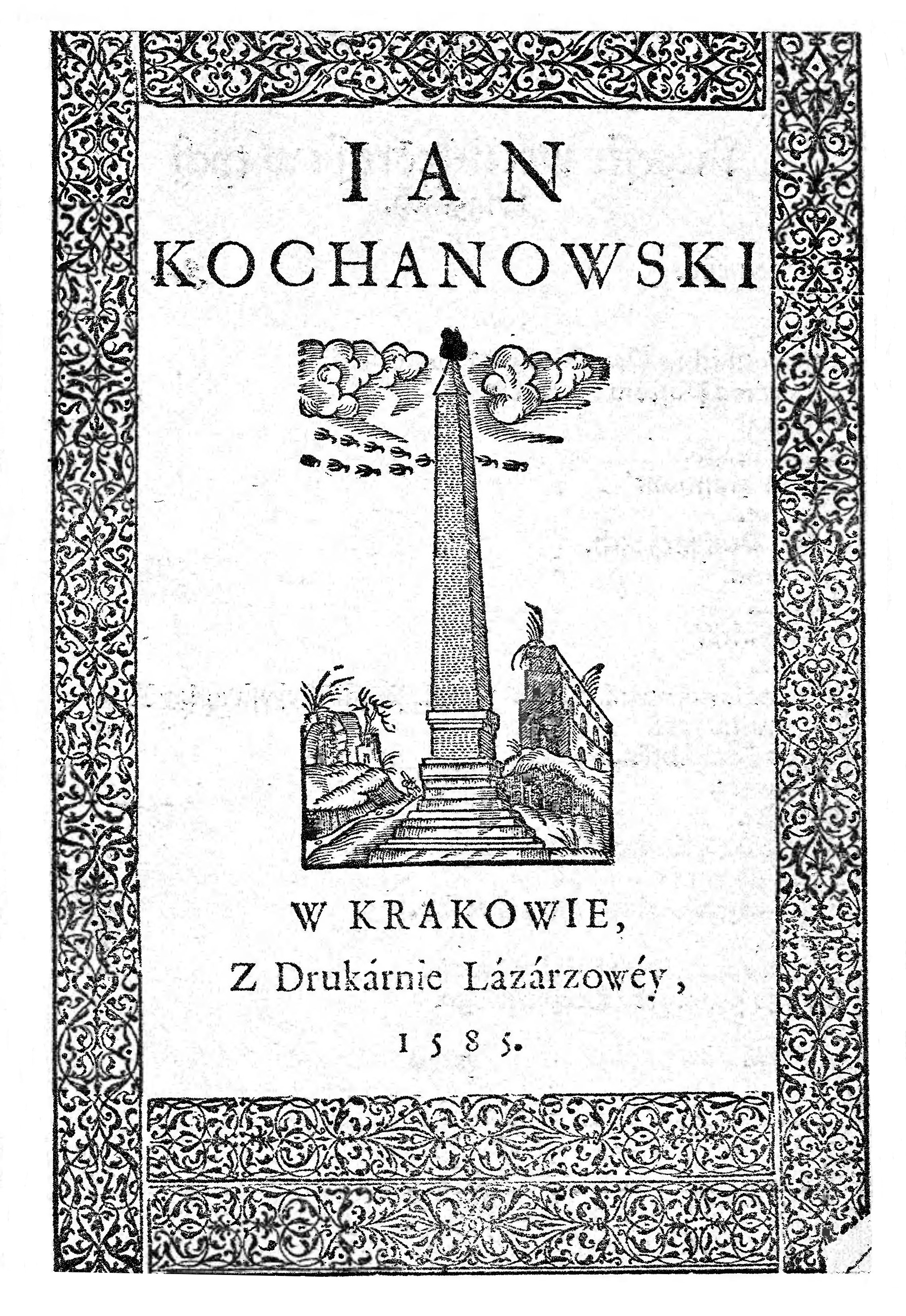
Zbiorcze wydanie Kochanowskiego z 1585 roku Drukarnia Łazarzowa.

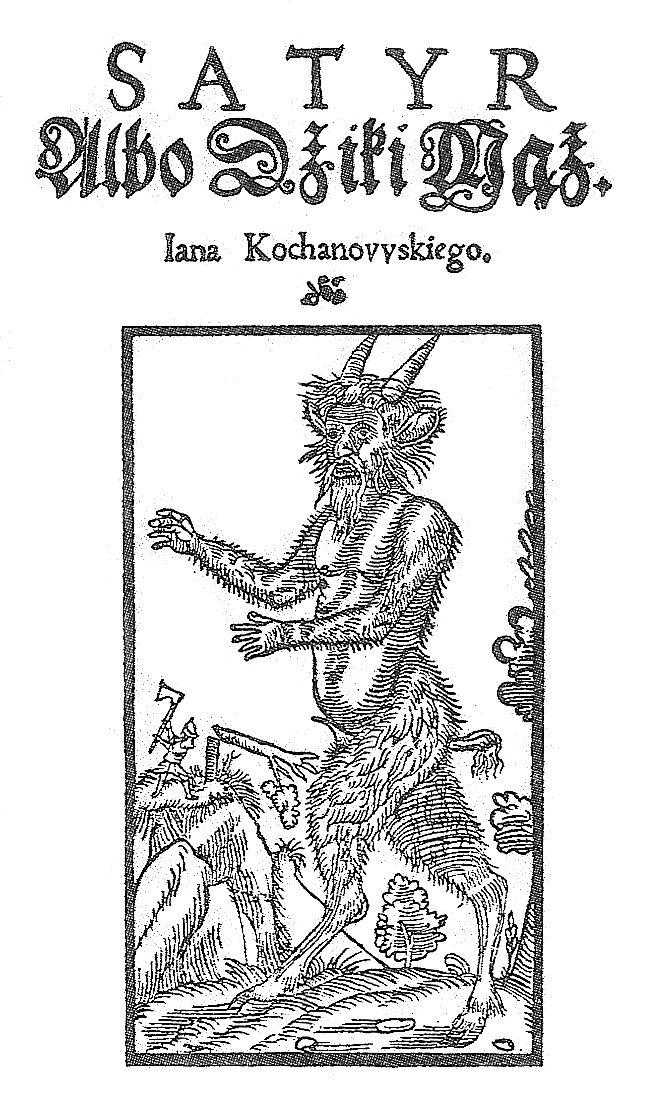
Karta tytułowa Satyr albo Dziki mąż, Kraków 1564

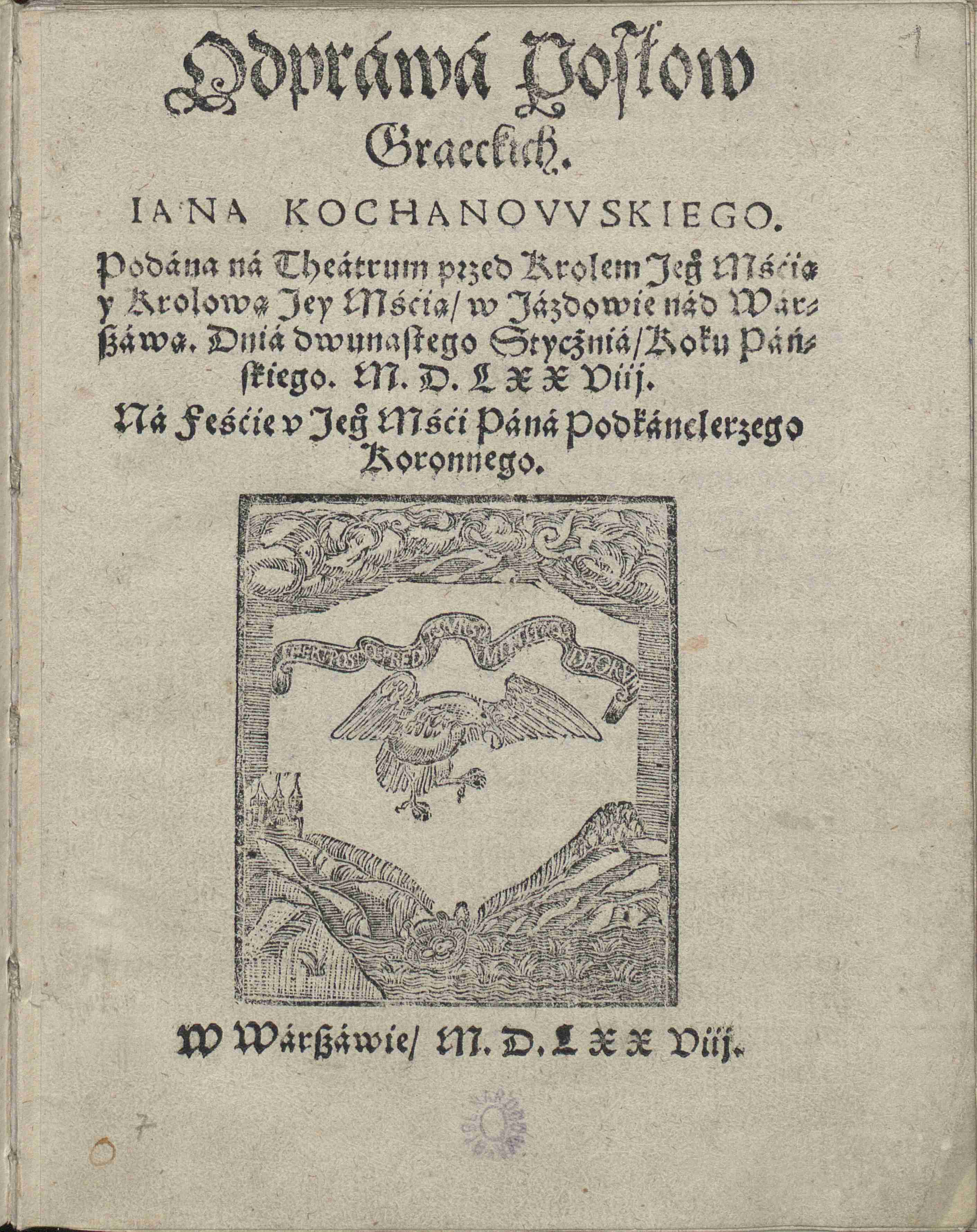
„Odprawa posłów greckich” wydanie z 1578 roku

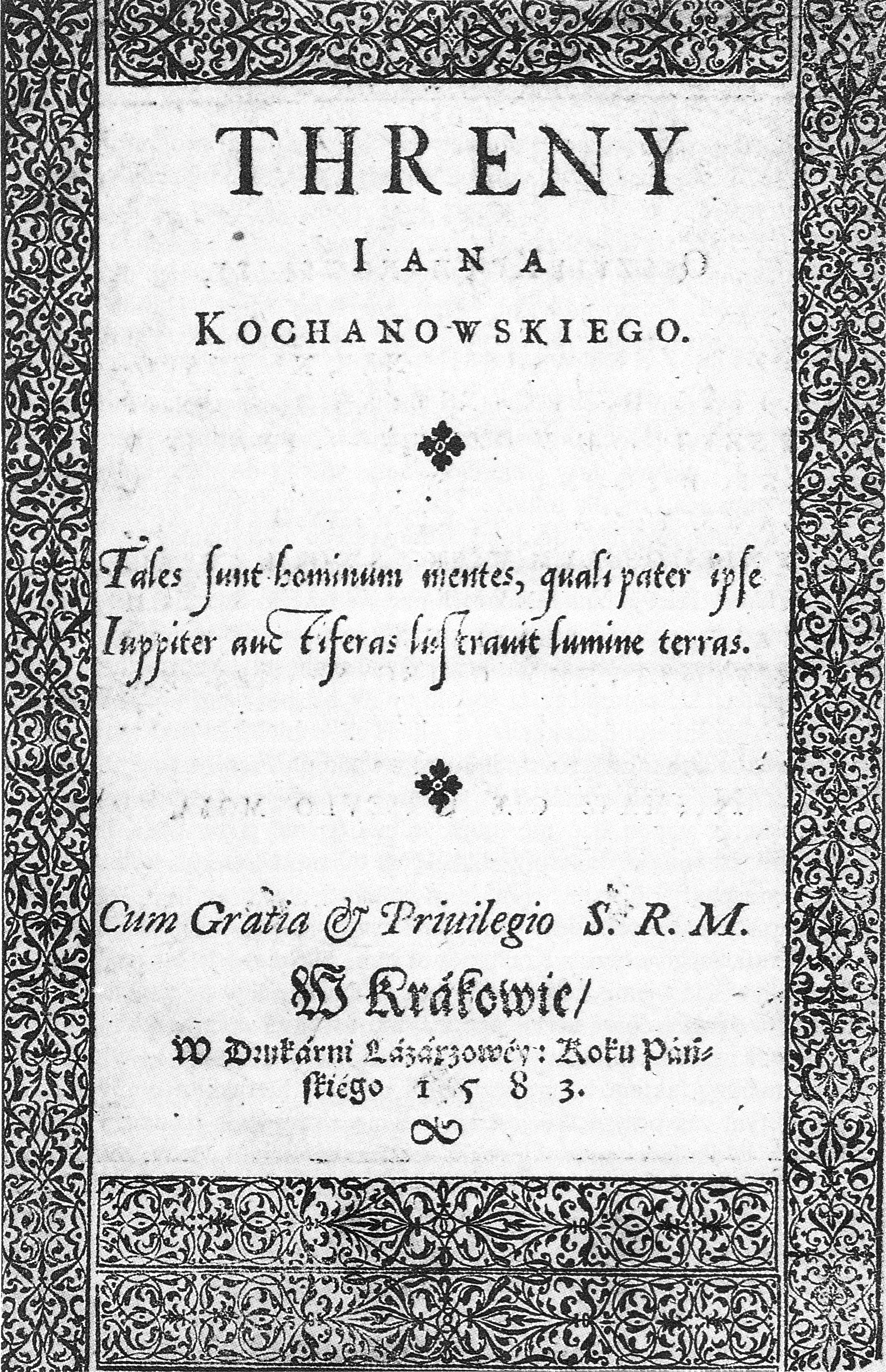
Wydanie Trenów z 1583 roku

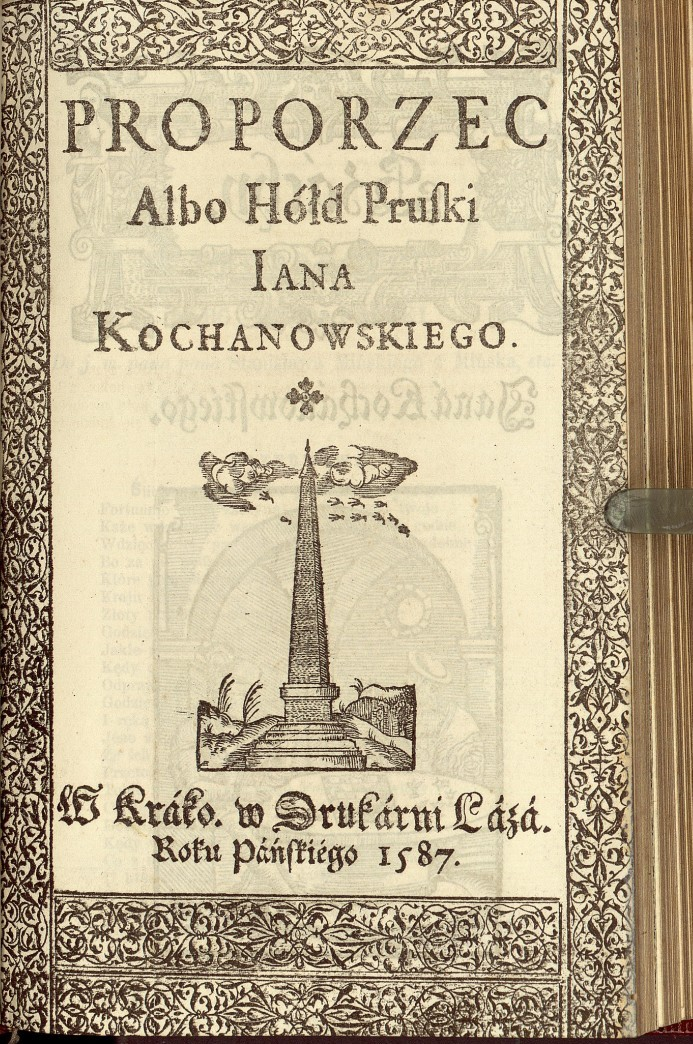
Proporzec albo Hołd Pruski z 1587 dzieło dotyczące hołdu pruskiego.

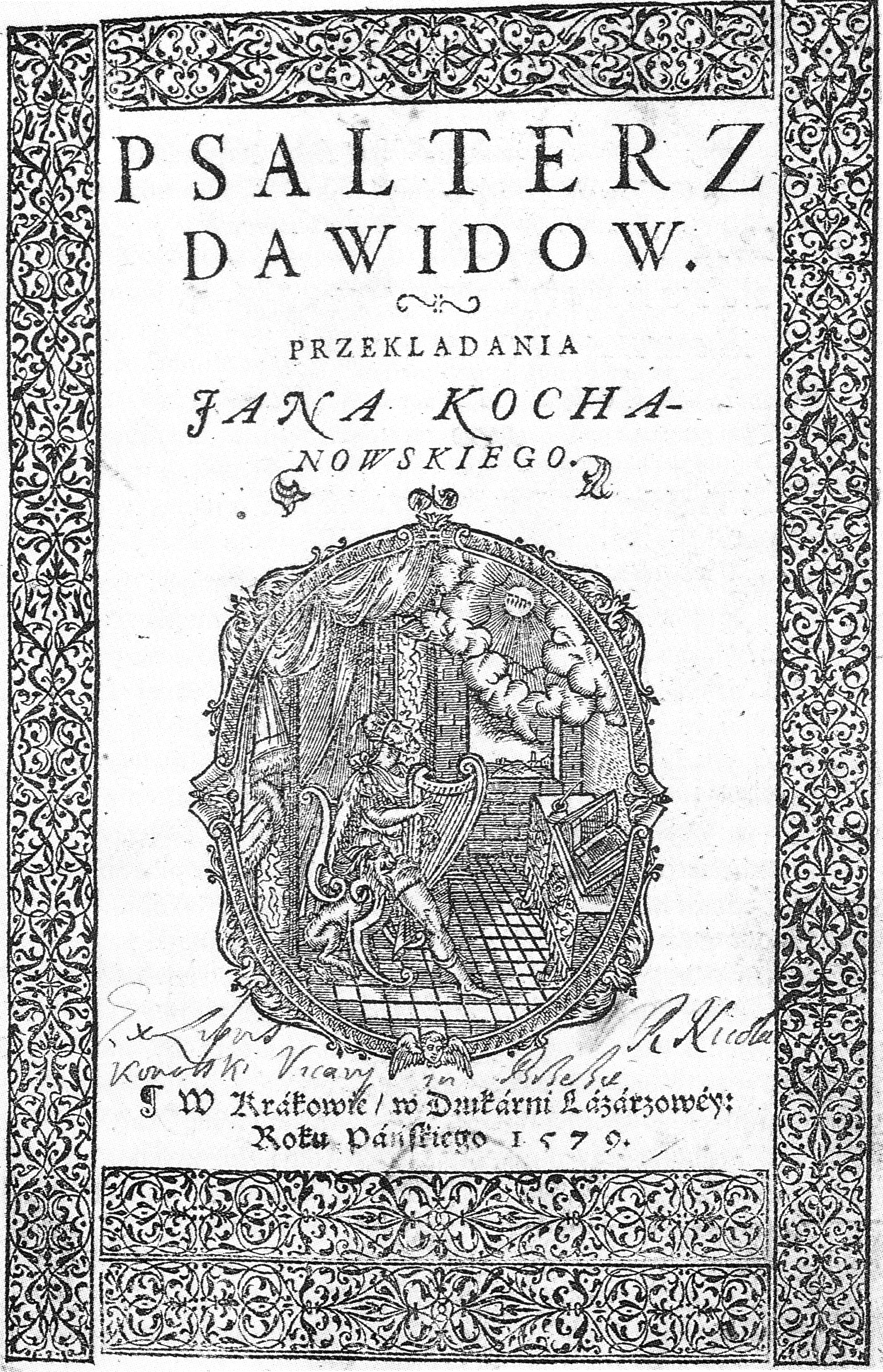
Psałterz Dawidów z 1579 roku, do którego muzykę skomponował polski kompozytor renesansowy Mikołaj Gomółka.

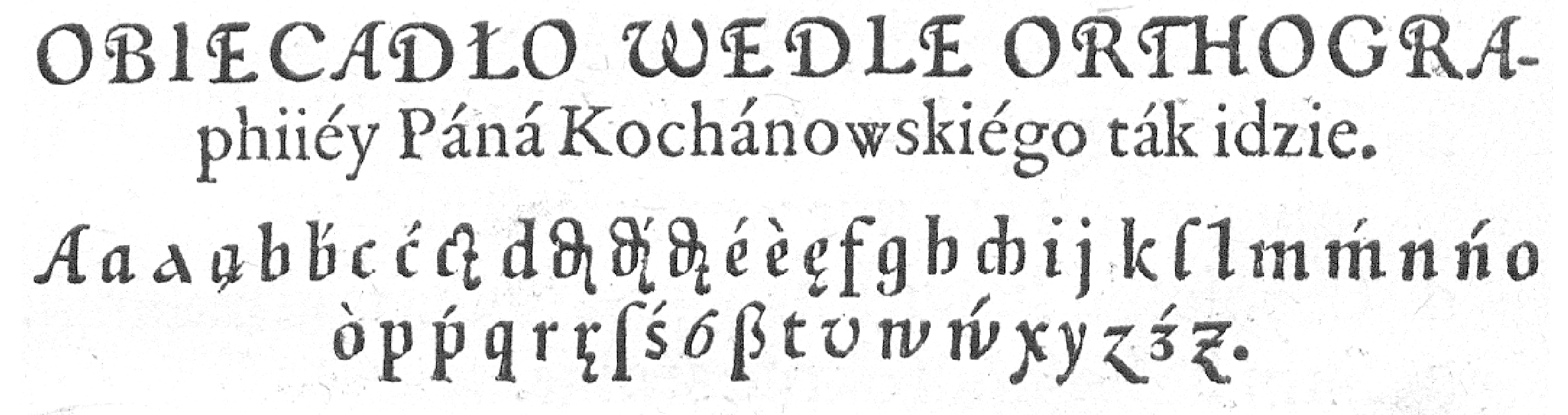
Abecadło według Ortografii Kochanowskiego

W swojej twórczości łączył inspiracje pochodzące z różnych nurtów filozoficznych: neoplatońskie, neoarystotelesowskie, neostoickie, epikurejskie, sokratejsko-sceptyczne, erazmiańsko-ireniczne, ogólnochrześcijańskie.
Chronologiczny wykaz utworów Jana Kochanowskiego:
1. Łaciński epigramat dedykowany Stanisławowi Grzepskiemu 9 kwietnia 1552 r. w Królewcu, zapisany na wewnętrznej stronie oprawy druku: L, A. Senecae, Tragediae, Bazylea 1541.
2. List Jana Kochanowskiego do księcia pruskiego Albrechta wysłany 6 kwietnia 1556 r. z Królewca.
3. Łacińskie epitafium ułożone przez Jana Kochanowskiego ku czci rodziców (po 1557 r. – data śmierci matki) znajdujące się w kaplicy Kochanowskich w kościele parafialnym w Zwoleniu.
4. Łacińskie epitafium Erazma Kretkowskiego umieszczone na płycie pod jego pomnikiem w bazylice św. Antoniego w Padwie, wydrukowane bez oznaczenia autora, [w:] Bernardyn Scardeoni, De antiquitate urbis Patavii et claris civibus Patavinis libri tres, Bazylea 1560 (w dodatku: De sepulchris insignibus exterorum Patavii iacentium).
5. Ioannis Cochanovii Elegiarum libri duo. Odpis wczesnej redakcji łacińskich Elegii, znacznie różniącej się od wersji drukowanej z 1584 (zob. poz. XXXI), znajdujący się w rękopisie Jana Osmólskiego z Prawiednik (tzw. „Sylwa Osmólskiego”). Przyjmuje się, że teksty Kochanowskiego wpisano do rękopisu ok. 1562 r. Obok elegii wczesnej redakcji, w rękopisie znajduje się odpis wczesnych redakcji dwóch wierszy poety, zapisanych bez oznaczania autora. Są to: A. Pieśń zaczynająca się od słów: „Oko śmiertelne Boga nie widziało” wydana we Fragmentach (zobacz pozycja 40) jako Pieśń III; B. Gratiarum Actio pro victu, [Dziękczynienie za żywot], zaczynająca się od słów: „Czego chcesz od nas, Panie, za Twe hojne dary” wydrukowana po raz pierwszy ok. 1562 r. wraz z Zuzanną [zobacz pozycja 7].
6. O śmierci Jana Tarnowskiego, kasztelana krakowskiego, do syna jego, Jana Krisztofa, Kraków 1561, Drukarnia Łazarzowa. Utwór włączony do Pieśni [zobacz pozycja 35].
7. Zuzanna Jana Kochanowskiego [Kraków przed 20 czerwca 1562, druk. Maciej Wirzbięta]. Na k. A3 verso: Pieśń zaczynająca się od słów: „Czego chcesz od nas, Panie, za Twe hojne dary”.
8. Iudicium de responsione Gorscii centra Herbestum in controversia de periodis, Philippo Padnievio, Episcopo Cracoviensi decernente, [w:] S. Orzechowski, Dissertatio Laurentii, Siradensis Philosophi, super Disputatione periodica Gorscii et Herbesti, in Diatriba Antisophistarum Cracoviensium, Kraków 1563. Epigram adresowany do Jakuba Górskiego, sławiący jego zwycięstwo w głośnym sporze filologicznym z Benedyktem Herbestem. Drugie wydanie w 1584, zob. poz. XXXI, For. 49. Ad Jacobum Gorscium.
9. Pieśń albo dziękczynienie Panu Bogu („Czego chcesz od nas, Panie za Twe hojne dary”) wydrukowana bez wskazania autora w tzw. „Kancjonale nieświeskim” z lat 1563–1564, drukarnia Daniela z Łęczycy.
10. Ioannis Kochanovii Secretarii Regi in Dictionarium Ioannis Mączyński, [w:] Lexicon Latino-Polonicum ex optimis Latinae linguae scriptoribus concinnatum. loannis Mączyński Equits Polono interprete, Królewiec 1564. Są to trzy epigramaty polecające słownik Mączyńskiego (jeden łaciński i dwa polskie).
11. Szachy Jana Kochanowskiego (Kraków, 1564 lub 1565, druk. Maciej Wirzbięta).
12. Zgoda, w Krakowie 1565 (druk. Łazarz Andrysowic). Bez wskazania autora.
13. Satyr albo Dziki mąż Jana Kochanowskiego [Kraków ok. 1564, druk. Mateusz Siebeneicher] i w drukarni dziedziców M. Szarffenberga.
14. Pamiątka wszytkimi cnotami hojnie obdarzonemu Janowi Baptyście Hrabi na Tęczynie, Bełskiemu Wojewodzie i Lubelskiemu Staroście [Brześć Litewski ok. 1570, drukarnia Cypriana Bazylika], Drugie wydanie utworu opatrzone obszernym wywodem na temat jego genezy zamieścił B. Paprocki w 1584 r.
15. Pieśń o potopie, brak miejsca, roku wydania i drukarza.
16. Autograf listu Jana Kochanowskiego do Stanisława Fogelwedera, datowany w Czarnolesie 6 października 1571.
17. Napis nagrobny autorstwa Jana Kochanowskiego powstały po śmierci biskupa krakowskiego Filipa Padniewskiego (17 kwietnia 1572). Istnieje również możliwość, że epitafium poeta napisał ok. 1575 r. do wzniesionego w tym czasie nagrobka Padniewskiego w kościele katedralnym w Krakowie dłuta Jana Michałowicza z Urzędowa.
18. Odprawa posłów greckich Jana Kochanowskiego. Podana na Teatrum przed Królem Jego Mością i Królową Jej Mością, w Jazdowie nad Warszawą. Dnia dwunastego stycznia Roku Pańskiego M.D. LXXVIII. Na. feście u Jego Mości Pana Podkanclerzego Koronnego. W Warszawie M, D. LXXVIII [przed 1 marca 1578, w wędrującej drukarni M. Siebeneichera administrowanej przez Walentego „Łapkę” vel. Łapczyńskiego], Na końcu druku wiersz: „Orpheus Sarmaticus”, wydany później w tomie zbiorowym: Jan Kochanowski [zobacz pozycja 34].
19. Dryas Zamchana polonice et latine. Pan Zamchanus latine, Lwów 1578 [po 13 maja w drukarni wędrującej W. Łapki].
20. M. T. Ciceronis Aratus, Ad Graecum exemplar expensus, et locis mancis restitutus. Per loannern Cochanovium. Cum Adnotationibus, Kraków 1579. Drugie wydanie utworu ukazało się u Piotrkowczyka w 1612 z dołączonym biogramem Jana Kochanowskiego pióra Szymona Starowolskiego bez oznaczenia autora.
21. Siedm psalmów pokutnych Jana Kochanowskiego. Cum Gratia et Privilegio S. R.M. w Krakowie, w Drukarni Łazarzowej Roku Pańskiego 1579.
22. Psałterz Dawidów przekładania Jana Kochanowskiego. W Krakowie, w Drukarni Łazarzowej, Roku Pańskiego 1579.
23. De expugnatione Polottei Ode loannis Kochanovii, Varsaviae, Anno Domini M.D. LXXX [1580, w drukarni wędrującej W. Łapki].
24. Pieśni trzy Jana Kochanowskiego. O wzięciu Połocka. O statecznym słudze R. P. O uczciwej Małżonce. W Warszawie, Roku Bożego M.D. LXXX. Wyróżnia się dwa wydania tego utworu z całkowicie odmiennych składów, oba opublikowane po 14 stycznia, a przed 21 lutego 1580.
25. Ioannis Cochanovii Lydicorum libellus. Cracoviae. In Officina Lazari. Anno Domini M.D. LXXX [1580]. Następne wydanie zbiorowe zobacz pozycja 44.
26. Treny Jana Kochanowskiego. Cum Gratia et Privilegio S. R.M. w Krakowie, W Drukarni Łazarzowej, Roku Pańskiego 1580. Następne wydanie: Kraków 1583.
27. Ioannis Cochanovii Ad Stephanum Bathorrheum Regem Poloniae Inclytum Moscho debellato, et Livonia recuperata, Epinicion. Anno a Christo Nato M.D. LXXXII, Cracoviae, In Officina Lazari, Anno Domini M.D. LXXXIII.
28. Ioannis Cochanovii In Nuptias lllustrum loannis de Zamoscio, R.P. Cancellarii, et exercituum Praefecti ac Griseldis Bathorreaei, Christophori Transilvaniae princips, et Serenissimi Stephani Poloniae regis fratris, filiae, Epithalamion. Cracoviae Anno Domini M.D. LXXXIII. Idibus Iuni.
29. Jezda do Moskwy i posługi z młodych lat, aż i przez wszystek czas przeszłej wojny z Moskiewskim, ojczyźnie swej i Panom swym czynione, Jego Książęcej Mości i Pana, P. Krisztofa Radziwiłła, Książęcia na Bierżach i Dubinkach, Pana Trockiego, Podkanclerzego i Hetmana Polnego W.K. Litewskiego, Sołeckiego i Boryszowskiego Starosty etc., prawdziwie opisane. Przez Jana Kochanowskiego z Czarnolasu. Roku od Narodzenia Pańskiego 1583. W Krakowie w Drukarni Łazarzowej. Roku Pańskiego 1583. Drugie wydanie utworu w odmiennej nieco redakcji ukazało się pt. Wtargnienie do Moskwy Krzysztofa Radziwiłła, Polnego Hetmana W. X. Litewskiego, Roku 1581. I[an] K[ochanowski], brak miejsca, roku wydania i redaktora.
30. Łaciński epigram z nagłówkiem: Jo[annes] CO[chanorvius], na karcie tytułowej druku: Andreae Patricii Nidecii, Praepositi Varsoviensi, Gratulationum triumphalium ex Moscovitis Orationes III. Ad Stephanum Batorium Regem Poloniarum incytum, pro clero Varsoviensi, brak miejsca, roku wydania i redaktora.
31. Ioannis Cochanovii Elegiarum Libri III. Eiusdem Foricoenia sive Epigrammatum libellus. Cracoviae, In Officina Lazari. Anno Domini M.D. LXXXVIII.
32. Fraszki Jana Kochanowskiego. W Krakowie. W Drukarni Łazarzowej Roku Pańskiego 1584.
33. Jana Kochanowskiego Epithalamium, Na wesele Ich M. Pana jego M. Krzysztofa Radziwiłła, Książęcia na Birżach i z Dubinek. Hetmana Polnego i Podczaszego Wielkiego Księstwa Litewskiego, Borysowskiego i Soleckiego Starosty. I Jej Mość Księżny Katarzyny Ostro[g]skiej, Wojewodzianki Kijowskiej. 27 Iulii Anno 1578, w Krakowie, w Drukarni Łazarzowej, Roku Pańskiego 1584.
34. Jan Kochanowski. W Krakowie, w Drukarni Łazarzowej 1585. Na końcu w kolofonie: Cracoviae. In Officina Typographica Lazari, Anno M.D. LXXXVI.
35. Pieśni Jana Kochanowskiego księgi dwoje, zawierające m.in. Pieśń o spustoszeniu Podola. W Krakowie z Drukarnie Łazarzowej. Roku M.D. LXXXVI.
36. Wróżki Jana Kochanowskiego. W Krakowie w Drukarni Łazarzowej. Roku Pańskiego 1587, z przedmową Jana Januszowskiego do Jędrzeja Hrabi na Teczynie, wojewody krakowskiego, podpisana w Krakowie 15 maja 1587.
37. Proporzec albo hołd pruski Jana Kochanowskiego. W Krakowie w Drukarni Łazarzowej Roku Pańskiego 1587, z wierszowaną dedykacją Krzysztofa Kochanowskiego [bratanka poety] do Stanisława Mińskiego z Mińska [bez daty].
38. Pierwodruk Kolędy Jana Kochanowskiego (bez oznaczenia autora), [w:] Kancyjonał albo Pieśni duchowne [Piotra Artomiusza], Toruń 1587, druk. Malcher Nehring (tekst różni się nieco od wersji ze zbioru Fragmenta z 1590, zobacz pozycja 41).
39. Łaciński czterowiersz poprzedzony nagłówkiem: Ioannes Cochanovius na karcie tytułowej druku: Stanisław Sokolowski, Orationes ecclesiasticae septem, Kolonia 1587.
40. Jana Kochanowskiego O Czechu i Lechu Historyja naganiana. K temu O cnocie i O sprosności pijaństwa. W Krakowie z Drukarni Łazarzowej. Roku Pańskiego 1589, z przedmową Jana Januszowskiego do Adama Dzierżanowskiego, kanonika warszawskiego, podpisaną w Krakowie 4 czerwca 1589.
41. Fragmenta albo Pozostałe Pisma Jana Kochanowskiego. W Krakowie, z Drukarni Łazarzowej, Roku Pańskiego 1590. Z przedmową Jana Januszowskiego do Jana Firleja z Drąbowicy, Podskarbiego Koronnego podpisaną w Krakowie 20 czerwca 1590.
42. Ortografija polska Jana Kochanowskiego, [w:] Jan Ursyn ze Lwowa, Methodicae Grammaticae libri quattuor, Lwów 1592, druk. Mateusz Garwolin, Ks. I De Ortographia, s. 45–47. Jest to skrócona wersja traktatu wydanego w 1594 r. [zob. poz. XLIII].
43. Nowy Karakter Polski z Drukarnie Łazarzowej i Ortografija Polska Jana Kochanowskiego, Jego Mości Pana Łukasza Górnickiego etc., Jana Januszowskiego. Roku Pańskiego 1594. Druk opatrzony przedmową Jana Januszowskiego do żupników krakowskich: Jacka Młodziejowskiego, Podskarbiego Nadwornego, i Mikołaja Korycińskiego, podpisaną w Krakowie 24 maja 1594 r.
44. Ioannis Cochanovii Lyricorum libellus et alia opuscula latina, Kraków 1612, dr Andrzej Piotrkowczyk. Jest to znacznie rozszerzone wydanie zbioru z 1580 [zob. poz. XXV], zawierające pierwodruki następujących utworów: A. Andreae Patricio, B. Epitaphium Doralices, C. Gallo crocitanti AMOIBH.
45. Ioannis Cochanovii ad Magnificium Nicolaum Firley c[astellaneum] B[iecensem] De electione, coronatione et fuga Galii.

### Język Jana Kochanowskiego

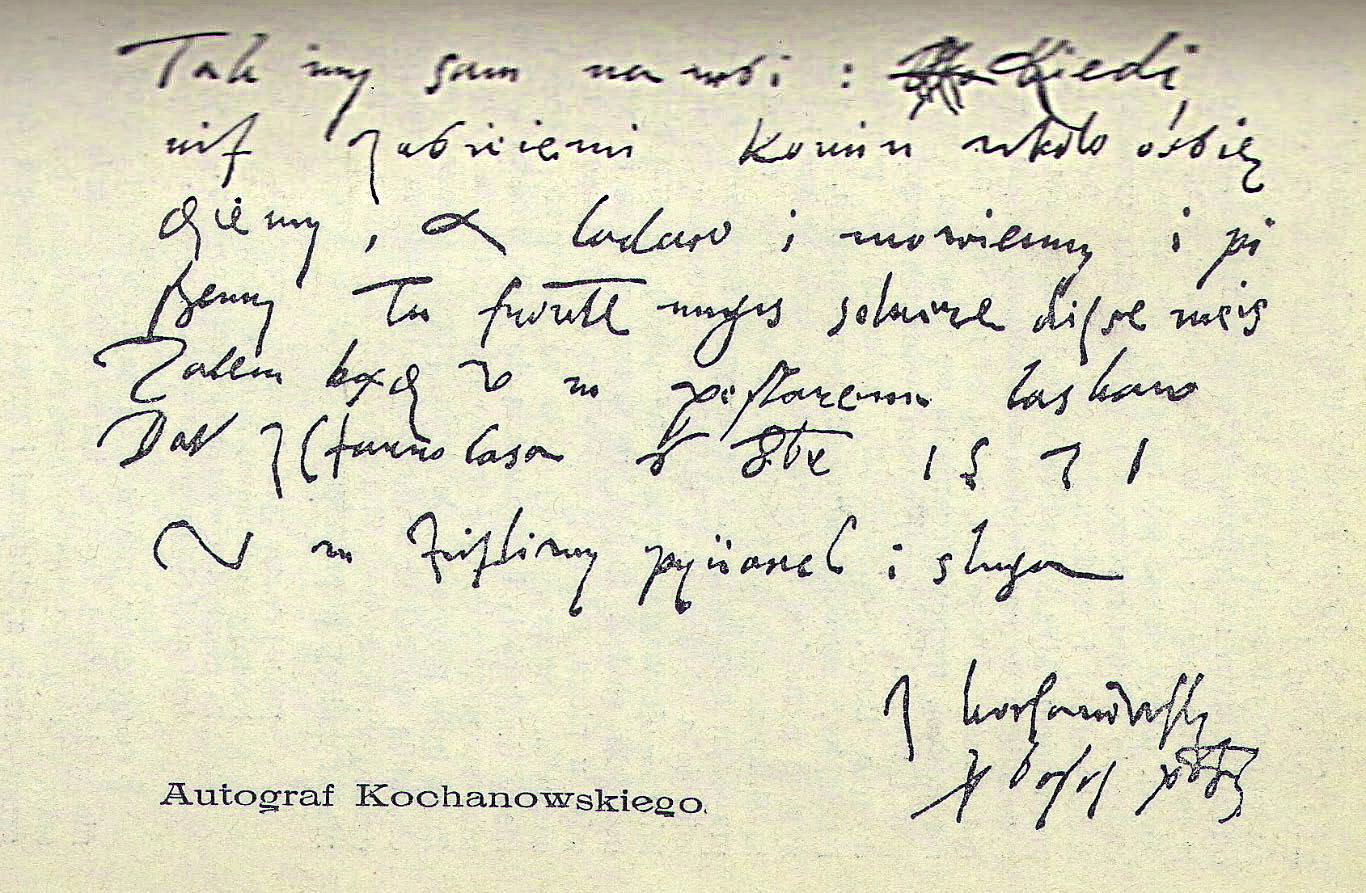
Pismo Jana Kochanowskiego na zapisku z 1571

Nadrzędnym celem literackim poety było stworzenie dzieła literackiego doskonałego pod względem formalnym i treściowym przy wykorzystaniu ówczesnych polskich norm stylistyczno-językowych oraz skodyfikowanych zasad poetyk antycznych i renesansowych. Zachowywał przy tym równowagę między zbytnią archaizacją a nadmierną modernizacją języka.
Niektóre cechy słownictwa Jana Kochanowskiego:
- W zakresie fonetyki: dawne formy bez przegłosu lechickiego (przy siestrze) oraz formy wtórne (opowiedał); niesystematyczne stosowanie nosówek w zaimkach (sie ukazała, ale mię [...] obłapił); uproszczenie grup spółgłoskowych (jeno, ale sumnienia); upodobnienia pod względem dźwięczności (k woli); zachowanie pierwotnego przedrostka (póki wełny [..] zstaje).
- W zakresie słowotwórstwa: oboczność przyrostków -ny/-ni (wiatr zachodny); formowanie stopnia najwyższego za pomocą na- (wóz nacięższy); formy bezprzedrostowe czasownika (niechaj, w znaczeniu „zaniechaj”); zaprzeczone przymiotniki i imiesłowy określające czynność niemożliwą do wykonania ani w teraźniejszości, ani w przyszłości (nienagrodzona szkoda, w znaczeniu „szkoda nie do wynagrodzenia”).
- W zakresie fleksji: odmiana rzeczowników żywotnych tak jak osobowych (słowicy, szpacy); rzeczownikowe formy przymiotników (mądr); szczątki liczby podwójnej (dwie słońcy [...] dwie Troi).
- W zakresie składni: luźny szyk (wziąć przed się, w znaczeniu „przedsięwziąć”); odmienna od dzisiejszej składnia związku rządu czasownika (rozumiem temu [teraz: to]); partykuła przecząca ani często na początku zdania bez nie (zbójce [...] którzy ani miast, ani wsi budują [w znaczeniu „nie budują”]). W poezji najczęściej stosuje zdania współrzędnie złożone łączone spójnikami współrzędnymi[105]. Wykorzystywał imiesłowy czynne dla większej kondensacji tekstu, przez co zmniejsza ilość zdań podrzędnie złożonych (np. jeleń wiatronogi, w znaczeniu: jeleń, którego nogi pędzą jak wiatr).
- Ostrożnie wprowadzał do twórczości neologizmy. Przypuszczalne neologizmy to[106]: arcydoktor (znakomity lekarz), białogrzywy (o koniu – mający białą grzywę), białomleczny (biały jak mleko), białonogi (o koniu-mający białe pęciny), białoskrzydły (o łodzi – mająca białe żagle), bracić sie (być w bliskich kontaktach, przyjaźnić się), chłopobyk (potwór mitologiczny, Minotaur), cwałać(przychodzić ciągle na myśl), dobrorzeczyć (życzyć dobrze), dziewięsił (mityczny mocarz Briareus), fraszkopis (poeta piszący fraszki), gładnąć (stawać się gładkim), górolotny (poruszający się wysoko w górze), jednooki (mający jedno oko), jednorogi (mający jeden róg, jednorożec), jednowłajca (monarcha, władca absolutny), Klęczeń (gwiazdozbiór zwany też Herkulesem), koniowłosy (zrobiony z końskich włosów), kozorogi (mający rogi takie jak koza; koziorożec, nazwa gwiazdozbioru), kozorożec (gwiazdozbiór), krzywoprzysiężny (taki, który pod przysięgą składa fałszywe zeznania lub obietnice, których nie zamierza dotrzymać), ludzkie (po ludzku), morzolotny (szybko poruszający się po morzu), nocoświetny (świecący w nocy), noszarz (noszący coś), noworodny (nowo narodzony), nowotargany (po raz pierwszy związany), pełnostrzały (zawierający wiele strzał), pierwomiesięczny (noc w czasie pierwszej kwadry księżyca), poklękły (ten, który uklądł, klęczy), prędkolotny (szybko lecący), prędkonogi (szybko biegający), prędkopióry (szybko latający, mając pióra), przeziębły (noszący ślady działania zimy, mrozu, tu: o posiwiałych włosach), przyklękły (ten, który klęczy), różanoręki (mający różowy odcień skóry na ręce, tu o spersonifikowanej zorzy porannej), skotopaska (krótki poemat liryczny opisujący życie pasterzy; bukolika, sielanka), skrzydłonogi (biegnący tak szybko, jakby miał skrzydła u nóg), skrzypieć (skrzypać, grać na instrumencie strunowym), słodkobrzmiący (mający miły, przyjemny, łagodny dźwięk), stokorodny (rodzący źródła, taki w którym występują źródła), storęki (taki który ma sto rąk), szerokowładny (mający rozległą władzę), trozęby, trupokupiec, trzykąt, trzynóg, uklękły, wartogłowy, wiatronogi, wiekopomny, wielkomyślny, wielkooki, wielomówny, wielonogi, wielostróny, wielowładny, wielożądny, wielożywny, winorodny, władogromy, wodolejca, wodopławny, wszechnaśwnętszy, wszystkokrotny, wszystkorodny, wyciągły, zloczynny, złotorogi, złotoruchy, złotowłosy, żartkonogi.
- Starannie unikał dialektyzmów – na przykład brakuje mazurzenia w warstwie fonetycznej tekstów. Zauważono w poezji Jana Kochanowskiego minimalną zawartość zapożyczeń z łaciny, w listach natomiast bardzo często trafiają się zdania łacińskie, formy spolonizowane, wtrącenia. W poezji spotyka się nieliczne wyrazy czeskie i ruskie w funkcji stylistycznej[107].

### Strofika
Jan Kochanowski jako pierwszy stosował gatunki liryczne nie przeznaczone bezpośrednio do śpiewu, wprowadzając do nich nowe rozmiary wierszowe i odmiany stroficzne. Forma wierszowa stała się dla Kochanowskiego ważnym elementem tekstu, podkreślała zmianę tematu oraz nastroju utworu.
Poniższa tabela pokazuje zasięg wprowadzanych zmian wersyfikacyjnych w dziełach Kochanowskiego napisanych po polsku. Nie ujęto w niej sytuacji, gdy w jednym utworze przeplatają się różne rozmiary wierszowe, jak to ma miejsce na przykład w pierwszej pieśni chóru z Odprawy posłów greckich, która jest zbudowana: 8 a a + 13 (7+6) b b. Dane zaczerpnięto z monografii Janusza Pelca: Jan Kochanowski. Szczyt renesansu w literaturze polskiej, Warszawa 1980, s. 529–534.
W rubryce ROZMIAR pierwsza liczba odnosi się do ilości sylab w wersie. Liczby w nawiasach oznaczają miejsce występowania średniówki, na przykład zapis (5+6) informuje, że średniówka występuje po piątej sylabie. W rubryce RYMY przestawiono układ rymów w poszczególnych strofach. W rubryce PRZYKŁADY podano, gdzie pojawia się omawiana strofa. Dla ułatwienia większość przykładów zaczerpnięto z Psałterza. Skrót Fragm odnosi się do zbioru Fragmenta albo Pozostałe Pisma Jana Kochanowskiego.
| RODZAJ STROFY     | ROZMIAR  | RYMY               | PRZYKŁAD     |
| ----------------- | -------- | ------------------ | ------------ |
| DYSTYCHOWA        | 11 (5+6) | aa                 | Ps 73        |
|                   | 12 (7+5) | aa                 | Ps 105       |
|                   | 13 (7+6) | aa                 | Ps 44        |
|                   | 13 (8+5) | aa                 | Ps 18        |
|                   |          |                    |              |
| TRÓJWERSOWA       | 11 (5+6) | aba bcb ... yzyz   | Ps 15        |
|                   | 11 (5+6) | aa + 5 z kodą      | Ps 35        |
|                   |          |                    |              |
| CZTEROWIERSZOWA   | 6        | aabb               | Ps 64        |
|                   | 7        | aabb               | Ps 97        |
|                   | 8        | aabb               | Ps 5         |
|                   | 9 (5+4)  | aabb               | Ps 86        |
|                   | 10 (4+6) | aabb               | Ps 100       |
|                   | 10 (5+5) | aabb               | Ps 17        |
|                   | 11 (5+6) | abba               | Ps 2         |
|                   | 11 (5+6) | abab               | Ps 61        |
|                   | 11 (5+6) | aabb               | Ps 19        |
|                   | 12 (6+6) | aabb               | Ps 20        |
|                   | 12 (7+5) | aabb               | Ps 3         |
|                   | 13 (7+6) | aabb               | Ps 1         |
|                   | 13 (8+5) | aabb               | Ps 122       |
|                   | 14 (8+6) | aabb               | Ps 80        |
|                   |          |                    |              |
| SZEŚCIOWERSOWA    | 7        | aabbcc             | Ps 43        |
|                   | 8        | aabbcc             | Frag. P. 10  |
|                   | 10 (4+6) | aabbcc             | Ps 76        |
|                   | 11 (5+6) | aabbcc             | Ps 95        |
|                   | 11 (5+6) | ababcc             | Ps 7         |
|                   | 13 (7+6) | aabbcc             | Pieśni I 7   |
|                   | 14 (7+7) | aabbcc             | Ps 11        |
|                   |          |                    |              |
| OŚMIOWERSOWA      | 11 (4+7) | aabbccdd           | Pieśń I 22   |
|                   | 14 (8+6) | aabbccdd           | Ps 119       |
|                   |          |                    |              |
| DZIESIĘCIOWERSOWA | 13 (7+6) | aabbccddee         | Ps 6         |
|                   |          |                    |              |
| SONET             | 11 (5+6) | abba abba cdcdcd   | Fragm II 105 |
|                   | 11 (5+6) | abba abba cdcdee   | Fragm III 24 |
|                   | 11 (5+6) | abba cddc ef ef gg | Fragm I 97   |

## Wpływ

### Uznanie i naśladownictwo

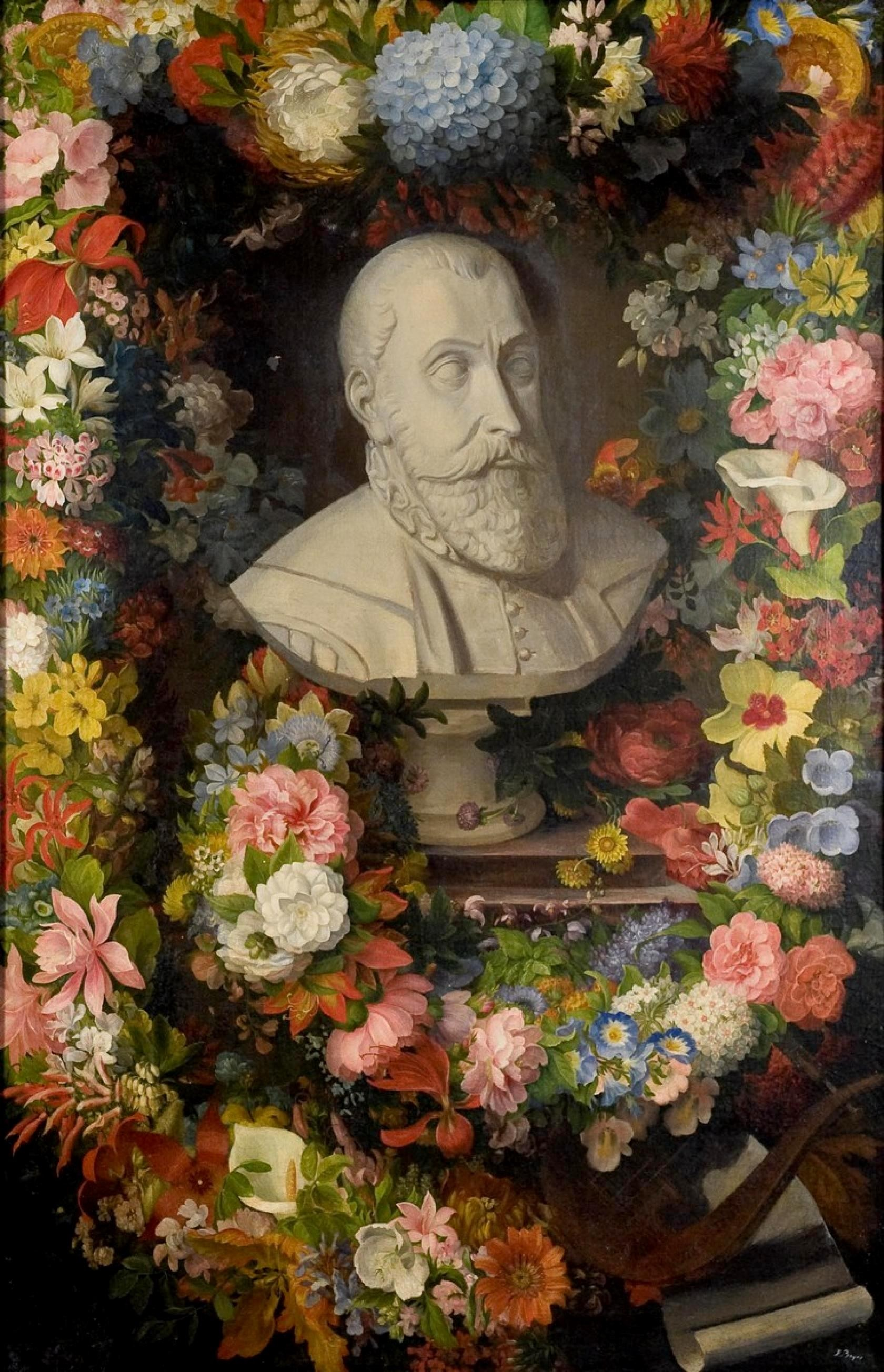
Apoteoza Kochanowskiego obraz Henryki Beyer (1830).

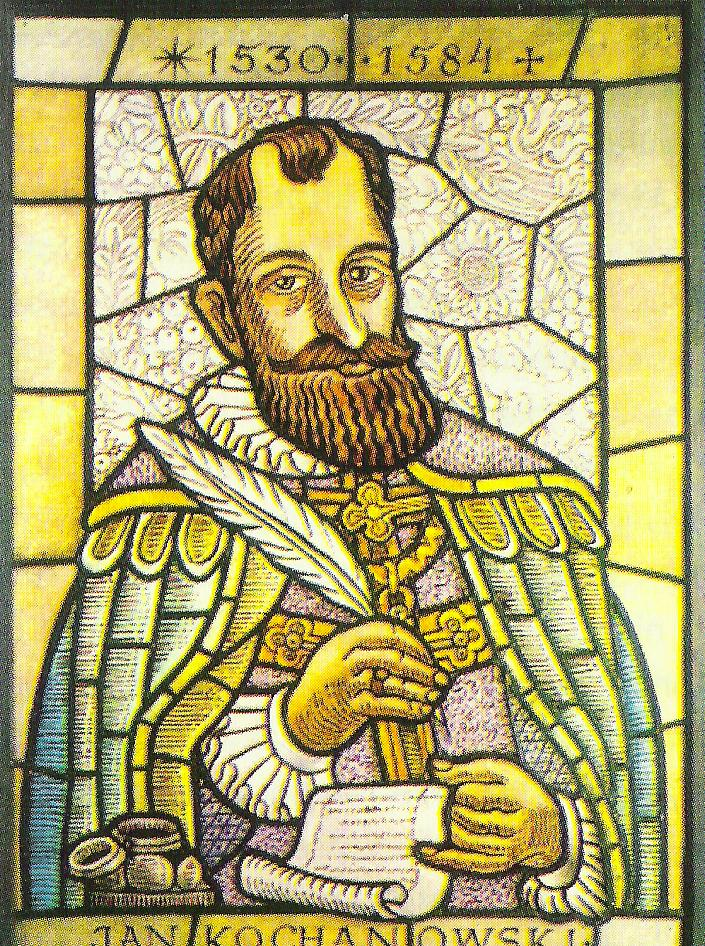
Witraż przedstawiający księcia poetów polskich w Collegium Novum Uniwersytetu Jagiellońskiego

Kochanowski zdobył uznanie u współczesnych mu pisarzy i historyków: Mikołaja Reja, Łukasza Górnickiego, Piotra Stoińskiego, Andrzeja Trzecieskiego, Stanisława Sarnickiego, Bartosza Paprockiego.
W wieku XVII naśladowcami liryki Kochanowskiego byli: Adam Czahorowski, Stanisław Grochowski, Joachim Bielski, Adam Władysławiusz, Szymon Szymonowic. Wpływy poezji poety z Czarnolasu można dostrzec również w pieśniach kancjonałowych. W zakresie gatunków literackich, oddziaływanie poezji Kochanowskiego można dostrzec we fraszkach Jana Gawińskiego, Jana Borkowskiego, Jakuba Teodora Trembeckiego, cyklu trenów autorstwa Sebastiana Klonowica, Andrzeja Zbylitowskiego, Daniela Naborowskiego, Samuela Twardowskiego i innych mniej znanych autorów. Nawiązania do stylu poematu Satyr widać w anonimowym dziele Proteus, abo Odmieniec, twórczości Jana Jurkowskiego, Stanisława Witkowskiego czy w poemacie Samuela Twardowskiego Satyr na twarz Rzeczypospolitej. Maciej Kazimierz Sarbiewski stawiał Kochanowskiego wyżej od innych poetów takich jak Petrarka, Dante, Ronsard.
Od połowy XVIII wieku Jan Kochanowski zaczął być traktowany jako klasyk literatury polskiej, chętnie sięgano po cytaty z jego twórczości w utworach literackich oraz prywatnej korespondencji, włączano jego dzieła w skład lektur szkolnych. Wysoko cenili poezję Kochanowskiego teoretycy epoki, tacy jak Ignacy Krasicki czy Franciszek Ksawery Dmochowski. Do poezji Kochanowskiego odwoływali się autorzy podręczników do historii literatury, gramatyki czy poetyki (Filip Nereusz Golański, Stanisław Kleczewski, Onufry Kopczyński, Grzegorz Piramowicz, Ignacy Włodek).
Pisarze i poeci wieku XIX, oprócz nawiązań do stylu poety, akcentowali jego cnoty osobiste oraz obywatelskie, stawiając je jako wzór dla ówczesnych. Czynią tak głównie klasycy, jak Kazimierz Brodziński w dziele O klasyczności i romantyczności tudzież o duchu poezji polskiej. Romantycy natomiast zarzucali mu niewolnicze uzależnienie od wzorców obcej kultury, a pomijanie rodzimych. Maurycy Mochnacki uważał, że Treny są stanowczo przecenione: „Jakkolwiek rzewne są i dość często krytyków naszych roztkliwiały, trudno tę płaczliwość nieśmiertelnym przyozdobić wieńcem”. Osądy te nie były charakterystyczne dla pozostałych romantyków. Adam Mickiewicz cenił Kochanowskiego i uważał za „najgienialniejszego z braci” Kochanowskich, „poeta najklasyczniejszy, najbardziej łaciński”. Do motywów obecnych w poezji Kochanowskiego nawiązywali m.in. Juliusz Słowacki w Podróży do Ziemi Świętej z Neapolu, czy w Beniowskim, Józef Bohdan Zaleski w Przechadzce poza Rzymem, Wincenty Pol, Lucjan Siemieński, Gustaw Zieliński, Teofil Lenartowicz, Cyprian Kamil Norwid.
Pod koniec XIX wieku w podręcznikach szkolnych w Galicji pojawiły się wyjątki z dzieł Kochanowskiego. Czytany był również na tajnych kompletach i domowych lekcjach odbywających się na terytorium zaboru rosyjskiego. Utwory pochwalne na cześć Kochanowskiego napisali Maria Konopnicka oraz Wiktor Gomulicki. Życiorys Kochanowskiego stał się tematem powieści Jan Kochanowski z Czarnolasu Klementyny z Tańskich Hoffmanowej. Józef Ignacy Kraszewski, „po lepszym rozpoznaniu”, stwierdził, że Kochanowski „był prawdziwym poetą narodowym, duchem, nawet formami, krojem swych myśli, charakterem uczuć”.
W XX wieku Kochanowski był powszechnie wydawany i traktowany za wielkiego poetę renesansowego. Inspirował również poetów tamtego czasu: Leopolda Staffa, Józefa Wittlina, Jarosława Iwaszkiewicza, Emila Zegadłowicza, Juliana Tuwima, Bolesława Leśmiana, Mieczysława Jastruna. Wykorzystywali motywy obecne u Kochanowskiego do przekazywania ogólnych myśli i sądów (np. motyw lipy). Powstawały też książki oparte na motywach jego życia: Poeta i dworzanin Mieczysława Jastruna, Kto mi dał skrzydła Janiny Porazińskiej, czy Droga do Czarnolasu Aleksandra Maliszewskiego.

### Muzyka

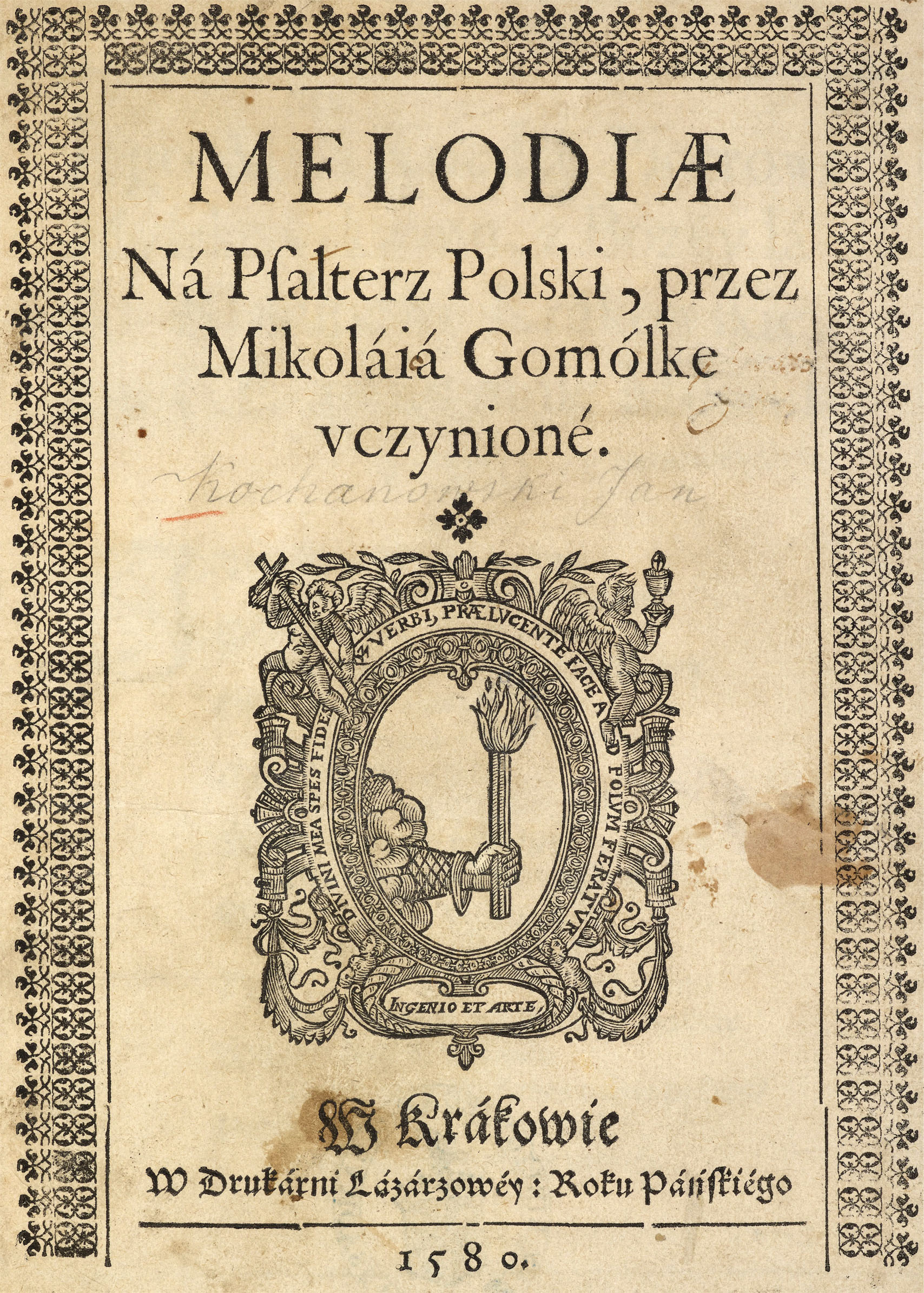
Melodiae na Psalterz polski przez Mikolaia Gomólke vczynione, W Krakowie: w Drukarni Lazarzowey, 1580. Biblioteka Narodowa, SD XVI.Qu.273.

Pierwszym muzykiem, który użył poezji Kochanowskiego w utworze muzycznym był polski kompozytor renesansowy oraz instrumentalista Mikołaj Gomółka. Skomponował on muzykę do poetyckiego tłumaczenia psalmów biblijnych autorstwa Jana Kochanowskiego. W 1580 roku opublikował to dzieło drukiem w drukarni Łazarza Andrysowicza w Krakowie pod tytułem „Melodiæ ná psalterz polski, przez Mikoláiá Gomólke vczynioné”. Płytę CD z dziełem Mikołaja Gomółki pt. „Melodiae na Psałterz polski” nagrał w 1996 roku zespół muzyki dawnej Ars Nova pod kierownictwem Jacka Urbaniaka. Płyta otrzymała nagrodę Fryderyk w kategorii muzyki dawnej w 1996 roku.
Z inicjatywy Jana Kochanowskiego Gomółka skomponował również muzykę do jego utworu poetyckiego Psałterza Dawidowego, a ten przyniósł mu gotowe dzieło zaledwie kilka miesięcy później.
Od początków XIX do drugiej połowy XX wieku, 32 kompozytorów skomponowało do tekstów Kochanowskiego zaledwie 50 utworów.
Fragmenty poezji Jana Kochanowskiego wykorzystał Jan Ursyn Niemcewicz w libretcie do opery Jan Kochanowski, wystawionej w Warszawie w 1817 roku. Dużą popularnością w XIX wieku cieszyły się opracowania muzyczne Trenów oraz Psałterza. Stanisław Moniuszko napisał pieśni na bas z towarzyszeniem fortepianu do tekstu Trenów III, V, VI oraz X. Do poszczególnych psalmów w tłumaczeniu Kochanowskiego muzykę skomponowali: Wilhelm Troschel (Psalm 93), Adam Zarzycki, Henryk Jarecki (Psalm 46), Władysław Żeleński (Psalm 47), Bohdan Borkowski (Psalm 107), Zygmunt Noskowski (Psalmy 46, 91).
Na początku XX wieku zainteresowanie muzyków poezją Jana Kochanowskiego było raczej niewielkie. Muzykę napisali m.in. Bolesław Wallek-Walewski (1935), Stanisław Niewiadomski (1927), Feliks Nowowiejski, Stanisław Lipski (1938). Po drugiej wojnie światowej próby przełożenia tekstu utworów Kochanowskiego na język muzyki podejmowali Stanisław Prószyński (1963), Romuald Twardowski (1974), Stefan Stuligrosz (1976). Operę opartą na tekście Odprawy posłów greckich skomponował w 1963 roku Witold Rudziński do libretta Bogdana Ostromęckiego. Fraszki Jana Kochanowskiego śpiewali Wanda Warska i Marek Grechuta, a Pieśni – Leszek Długosz. Do powojennych spektakli Odprawy posłów greckich muzykę pisali Tadeusz Baird, Zygmunt Konieczny, Jerzy Maksymiuk.

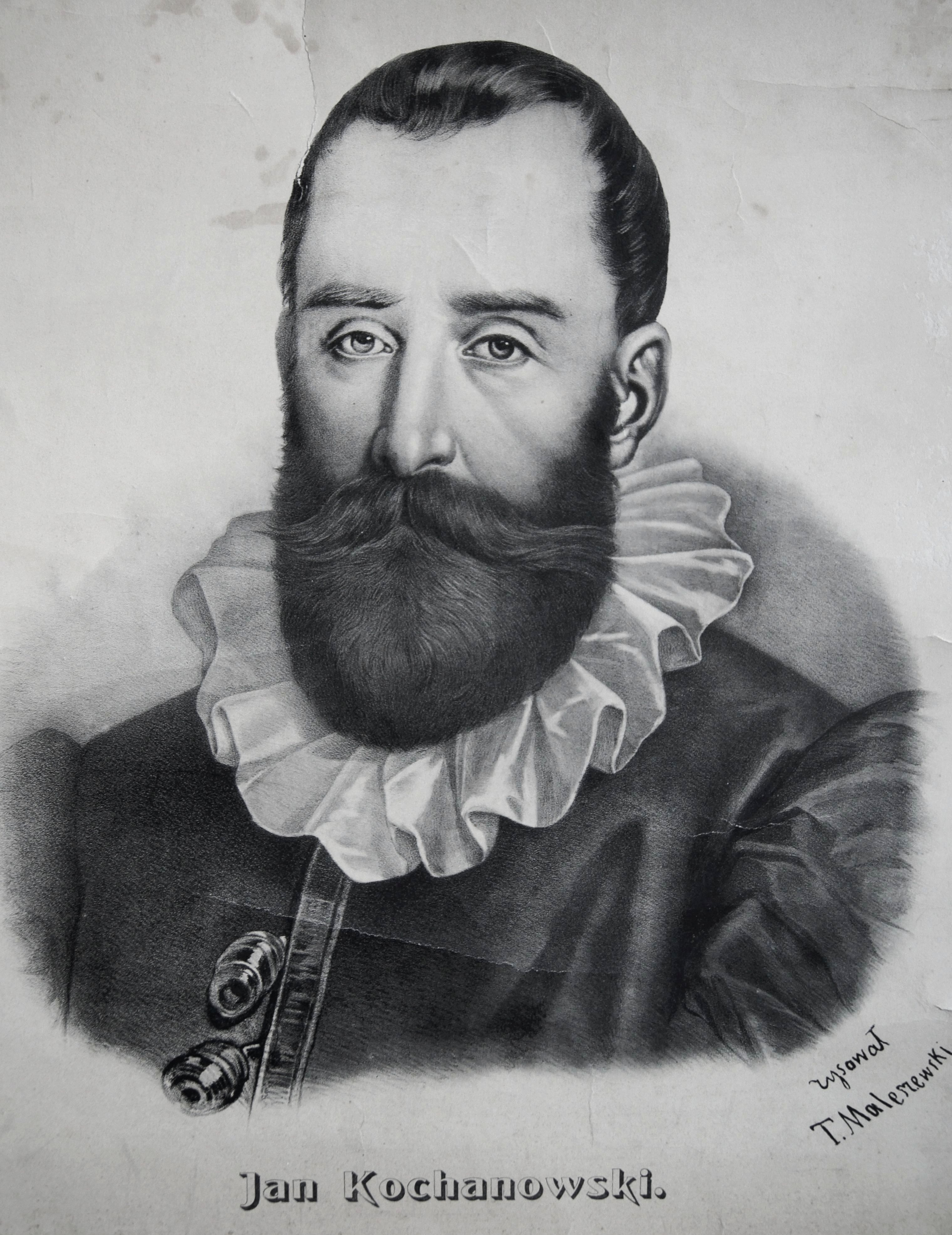
Jednym z najciekawszych przedstawień poety jest portret opracowany przez Tytusa Maleszewskiego, w którym artysta odszedł od wizerunku ze zwoleńskiego epitafium, rysując Kochanowskiego jako młodego, w sile wieku mężczyznę o ujmującej powierzchowności.

## Upamiętnienie

### Sztuki plastyczne

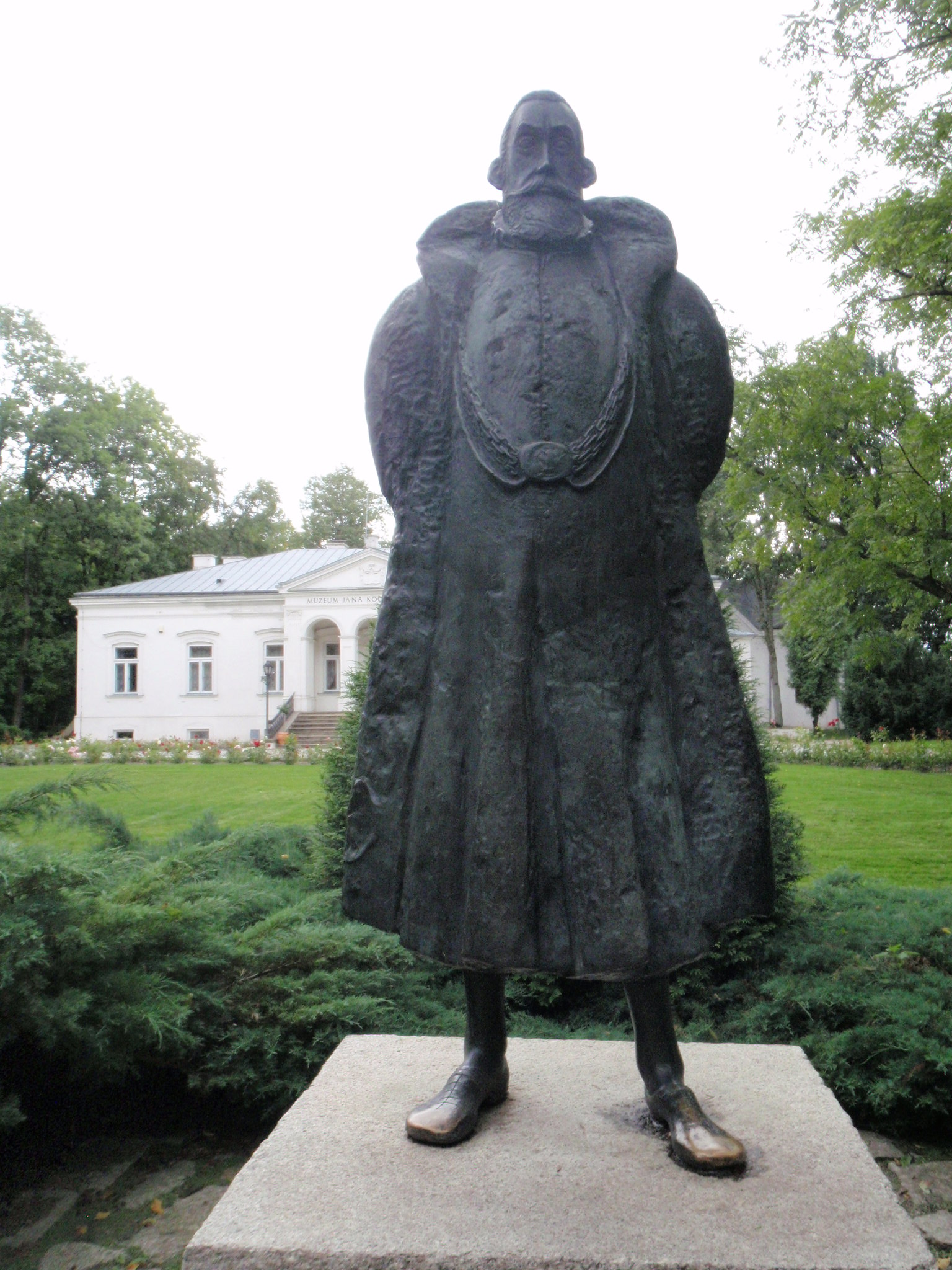
Pomnik Kochanowskiego w Muzeum Jana Kochanowskiego w Czarnolesie.

Z końca XVI wieku pochodzi rzeźbiony konterfekt z nagrobka poety w Zwoleniu. Inny portret znajduje się na miedziorycie Jana Sabatowicza z druku Sphinx Samsonica de Illustrissima Ursinorum Sarmaticorum..., wydanym w 1628 roku w Warszawie. Wizerunek znajdujący się w dziele Bartosza Paprockiego Gniazdo cnoty (1578) z podpisem: Jan Kochanowski, którego właśnie możemy zwać ojcem języka polskiego, nie zawiera autentycznej podobizny poety.
Aż do początków XIX wieku, nie publikowano żadnych wizerunków poety. Po raz pierwszy uczyniono to w publikacji Dzieła Polskie Jana Kochanowskiego z 1803 roku. Miedzioryt sporządził J. Ligbera na podstawie rysunków L. Courtina. Było to jednak odwzorowanie wcześniejszego portretu Piotra Kochanowskiego Jakuba Monaldiego, zamieszczonego w edycji dzieł Jana Kochanowskiego opracowanej przez Franciszka Bohomolca. Nowy wizerunek poety, autorstwa Adolfa Fryderyka Dietricha, pojawił się na pierwszej stronie czasopisma «Przyjaciel Ludu» dnia 5 grudnia 1835 roku. Nie ma wyraźnych dowodów pozwalających stwierdzić, że przedstawia on autentyczny wizerunek poety.
Późniejsi artyści czerpali jednak inspiracje z pracy Diettricha, do tworzenia własnych przedstawień poety. Po raz pierwszy uczynił to Antoni Oleszczyński w 1830, a wykonany przez niego staloryt zamieszczono w wydaniu powieści Klementyny Hoffmanowej z 1842 roku.
Uwieczniony na obrazach Jana Matejki Rzeczpospolita Babińska i Jan Kochanowski nad zwłokami Urszulki.

### Muzea
- Muzeum Jana Kochanowskiego w Czarnolesie znajdujące się w miejscu gdzie poeta mieszkał i tworzył w mazowieckiej miejscowości Czarnolas w powiecie zwoleńskim.

### Teatry
Życie Jana Kochanowskiego stało się inspiracją dla kilku widowisk dramatycznych: anonimowy Jan Kochanowski, rymotwórca polski, czyli zabawa w Czarnolesiu (premiera 1807), opera Jan Kochanowski w Czarnym Lesie autorstwa Karola Krupińskiego do libretta Juliana Ursyna Niemczewicza (premiera 1817), Urszulka z Czarnolasu oraz Jan Kochanowski – obydwie na podstawie powieści Klementyny Hoffmanowej (premiera 1898), Droga do Czarnolasu autorstwa A. Maliszewskiego (premiera 1952). Imieniem poety nazwano:
- Teatr Dramatyczny im. Jana Kochanowskiego w Opolu.
- Teatr Powszechny im. Jana Kochanowskiego w Radomiu

### Film
- Jan Kochanowski – film dokumentalny z 1974 w reż. Edwarda Czurko wyprodukowany przez Wytwórnię Filmów Oświatowych w Łodzi.
- Stowarzyszenie „Dziedzictwo i Rozwój” ze Zwolenia wyprodukowało film dokumentalny poświęcony Janowi Kochanowskiemu pt. Sycyna – gniazdo ojczyste Jana Kochanowskiego[138].

### Inne
Jest patronem wielu szkół i ulic w Polsce. W 1980 wyemitowano z jego wizerunkiem polską monetę kolekcjonerską o nominale 100 zł. Moneta ta została wykonana ze srebra próby 625 w nakładzie 10 000 egzemplarzy, miała średnicę 32 mm i wagę 16,5 g, rant gładki.